# Чемпионат мира по хоккею с шайбой 2010
Чемпионат мира по хоккею 2010 года — 74-й по счёту чемпионат мира, который прошёл в Германии: в городах Кёльн, Мангейм и Гельзенкирхен c 7 по 23 мая. Матчи проводились в Ланксесс-Арене в Кёльне вместимостью 18 500 зрителей, маннгеймской САП-Арене на 13 500 мест. Матч открытия чемпионата проходил в Гельзенкирхене на Фельтинс-Арене, на матче присутствовало 77 803 зрителя (новый рекорд посещаемости хоккейных игр).. Гимном данного чемпионата являлась композиция Stuck on Replay немецкой группы Scooter.
Обыграв сборную России в финале со счетом 2:1, сборная Чехии стала чемпионом мира. Это шестой чемпионский титул для сборной Чехии с момента раздела Чехословакии. Чехи становились чемпионами мира в 1996-м, 1999-м, 2000-м, 2001-м и 2005-м годах. Сборная Чехословакии, выступавшая на чемпионатах мира с 1930-го по 1992 год, также шесть раз завоевывала титул чемпионов мира.

## Регламент
Согласно регламенту, шестнадцать стран-участниц распределяются на четыре группы предварительного этапа. Команды, вошедшие в группы A и D, проводят матчи предварительного этапа в Кёльне, группы В и С — в Маннгейме. В случае победы в матче на групповом этапе команда получает 3 очка. Если игра в основное время заканчивается с равным счётом, то каждая команда получает по очку, обладатель ещё одного очка определяется по результатам дополнительного времени или (если и дополнительное время не выявит победителя) в серии буллитов.
Предварительный раунд
На этом этапе каждая команда проводит по 3 матча, встречаясь только с командами из своей группы. Три лучших команды в группе проходят дальше в Квалификационный раунд, в то время как последние попадают в Утешительный раунд на вылет.
Квалификационный раунд
Образуются две группы E(A+D) и F(B+C) по 6 команд. В них проводятся только матчи с командами, которые не встречались в Предварительном раунде. Командам начисляются очки, набранные в Предварительном раунде в двух играх с соперниками, попавшими в ту же вновь образованную группу, а очки, набранные в играх с командами, выбывшими в Предварительном раунде, в зачёт не идут.
Утешительный раунд
4 команды, занявшие последние места в Предварительном раунде, в однокруговом турнире разыгрывают право остаться в ТОП-дивизионе на следующий год. Команды, занявшие 2 последних места, выбывают в I-й дивизион чемпионата мира по хоккею с шайбой 2011 года.
Четвертьфиналы
После Квалификационного раунда четыре лучших команды в каждой группе проходят в четвертьфиналы. Две последние команды в каждой группе выбывают из турнира. (1E-4F 2E-3F 1F-4E 2F-3E).
Полуфиналы
Победители четвертьфиналов проходят в две игры полуфинала. W(1E-4F) vs. W(2F-3E) W(1F-4E) vs. W(2E-3F).
Матч за 3 место
Проигравшие в Полуфиналах разыгрывают 3 призовое место.
Финал
Победители Полуфиналов становятся участниками финальной игры чемпионата мира.

## Арены
| Германия                           | Германия                      | Германия                           |
| Кёльн                              | Мангейм                       | Гельзенкирхен                      |
| ---------------------------------- | ----------------------------- | ---------------------------------- |
| Ланксесс-Арена Вместимость: 18 500 | САП-Арена Вместимость: 13 600 | Фельтинс-Арена Вместимость: 77 803 |
|                                    |                               |                                    |

## Участвующие команды
| Группа А - Казахстан (состав) - Беларусь (состав) - Россия(состав) - Словакия (состав) | Группа B - Италия (состав) - Канада (состав) - Латвия (состав) - Швейцария (состав) | Группа C - Норвегия (состав) - Франция (состав) - Чехия (состав) - Швеция (состав) | Группа D - Германия (состав) - Дания (состав) - США (состав) - Финляндия (состав) |

 Германия квалифицирована как хозяин турнира.  Казахстан и  Италия прошли в чемпионат из I-го дивизиона чемпионата мира по хоккею с шайбой 2009 года. Остальные — первые 13 мест в ТОП-дивизионе по итогам чемпионата мира по хоккею с шайбой 2009 года.

## Предварительный этап
|  | Условные цветовые обозначения                |
|  | -------------------------------------------- |
|  | Команда, переходящая в квалификационный этап |
|  | Команда, переходящая в утешительный раунд    |

### Группа A
Положение команд в турнирной таблице:
| М | Команда   | И | В | ВО | ПО | П | ГЗ | ГП | РГ  | О |
| - | --------- | - | - | -- | -- | - | -- | -- | --- | - |
| 1 | Россия    | 3 | 3 | 0  | 0  | 0 | 10 | 3  | +7  | 9 |
| 2 | Словакия  | 3 | 2 | 0  | 0  | 1 | 10 | 6  | +4  | 6 |
| 3 | Беларусь  | 3 | 1 | 0  | 0  | 2 | 8  | 9  | −1  | 3 |
| 4 | Казахстан | 3 | 0 | 0  | 0  | 3 | 4  | 14 | −10 | 0 |

Время начала матчей местное (UTC+2).
| 9 Мая 16:15 | Беларусь | 5 : 2 (0 : 0, 2 : 2, 3 : 0) | Казахстан | Ланксесс-Арена, Кёльн Зрителей: 6125 |

| Отчёт | Отчёт                                     | Отчёт                                                                               | Отчёт           | Отчёт                         |
| --- | ----------------------------------------- | ----------------------------------------------------------------------------------- | --------------- | ----------------------------- |
| |                                           |                                                                                     |                 |                               |
| | Виталий Коваль                            | Вратари                                                                             | Виталий Еремеев | Судьи: Ole Hansen Rick Looker |
| | Голы:                                     |                                                                                     |                 | Судьи: Ole Hansen Rick Looker |
| Д. Мелешко (М. Грабовский, Р. Салей) (PP) — 32:09 М. Стефанович (Е. Ковыршин) — 33:39 А. Калюжный (Н. Стасенко) — 44:21 Р. Салей (А. Калюжный) (PP) — 50:14 С. Демагин (Д. Мелешко, В. Костюченок) — 58:20 | 0 : 1 0 : 2 1 : 2 2 : 2 3 : 2 4 : 2 5 : 2 | 20:17 — Д. Дударев (К. Шафранов) 30:30 — В. Антипин (А. Корешков, А. Гаврилин) (PP) |                 | Судьи: Ole Hansen Rick Looker |
| |                                           |                                                                                     |                 | Судьи: Ole Hansen Rick Looker |
| |                                           |                                                                                     |                 | Судьи: Ole Hansen Rick Looker |
| |                                           |                                                                                     |                 | Судьи: Ole Hansen Rick Looker |
| 10 мин | Штраф                                     | 12 мин                                                                              |                 | Судьи: Ole Hansen Rick Looker |
| |                                           |                                                                                     |                 |                               |
| | 26                                        | Броски                                                                              | 23              |                               |

| 9 Мая 20:15 | Словакия | 1 : 3 (0 : 1, 0 : 1, 1 : 1) | Россия | Ланксесс-Арена, Кёльн Зрителей: 18 522 |

| Отчёт                            | Отчёт                             | Отчёт | Отчёт            | Отчёт                               |
| -------------------------------- | --------------------------------- | --- | ---------------- | ----------------------------------- |
|                                  |                                   | |                  |                                     |
|                                  | Петер Будай (58:39-59:06, 59:20). | Вратари | Василий Кошечкин | Судьи: Marc Muylaert Patrik Sjoberg |
|                                  | Голы:                             | |                  | Судьи: Marc Muylaert Patrik Sjoberg |
| И. Майески (М. Бартович) — 43:51 | 0 : 1 0 : 2 1 : 2 1 : 3           | 14:51 — М. Афиногенов (В. Козлов, Н. Кулёмин) 29:23 — А. Овечкин (С. Фёдоров) 59:06 — В. Козлов (А. Терещенко)-п.в |                  | Судьи: Marc Muylaert Patrik Sjoberg |
|                                  |                                   | |                  | Судьи: Marc Muylaert Patrik Sjoberg |
|                                  |                                   | |                  | Судьи: Marc Muylaert Patrik Sjoberg |
|                                  |                                   | |                  | Судьи: Marc Muylaert Patrik Sjoberg |
| 8 мин                            | Штраф                             | 8 мин |                  | Судьи: Marc Muylaert Patrik Sjoberg |
|                                  |                                   | |                  |                                     |
|                                  | 33                                | Броски | 34               |                                     |

| 11 Мая 16:15 | Россия | 4 : 1 (1 : 0, 2 : 0, 1 : 1) | Казахстан | Ланксесс-Арена, Кёльн Зрителей: 9274 |

| Отчёт | Отчёт                         | Отчёт                                 | Отчёт           | Отчёт                          |
| --- | ----------------------------- | ------------------------------------- | --------------- | ------------------------------ |
| |                               |                                       |                 |                                |
| | Александр Ерёменко            | Вратари                               | Виталий Еремеев | Судьи: Rick Looker Milan Minar |
| | Голы:                         |                                       |                 | Судьи: Rick Looker Milan Minar |
| А. Овечкин (А. Сёмин, С. Фёдоров) (PP) — 10:20 И. Ковальчук (А. Сёмин) — 20:42 А. Сёмин — 37:55 Д. Гребешков (М. Афиногенов, Н. Кулёмин) — 43:22 | 1 : 0 2 : 0 3 : 0 4 : 0 4 : 1 | 57:59 — Д. Дударев (К. Шафранов) (PP) |                 | Судьи: Rick Looker Milan Minar |
| |                               |                                       |                 | Судьи: Rick Looker Milan Minar |
| |                               |                                       |                 | Судьи: Rick Looker Milan Minar |
| |                               |                                       |                 | Судьи: Rick Looker Milan Minar |
| 6 мин | Штраф                         | 10 мин                                |                 | Судьи: Rick Looker Milan Minar |
| |                               |                                       |                 |                                |
| | 29                            | Броски                                | 19              |                                |

| 11 Мая 20:15 | Беларусь | 2 : 4 (2 : 0, 0 : 2, 0 : 2) | Словакия | Ланксесс-Арена, Кёльн Зрителей: 8862 |

| Отчёт                                                                              | Отчёт                               | Отчёт | Отчёт       | Отчёт                                |
| ---------------------------------------------------------------------------------- | ----------------------------------- | --- | ----------- | ------------------------------------ |
|                                                                                    |                                     | |             |                                      |
|                                                                                    | Виталий Коваль                      | Вратари | Петер Будай | Судьи: Christer Larking Chris Savage |
|                                                                                    | Голы:                               | |             | Судьи: Christer Larking Chris Savage |
| С. Демагин (А. Стась, Д. Мелешко) — 4:29 А. Калюжный (А. Стась, Д. Мелешко) — 9:03 | 1 : 0 2 : 0 2 : 1 2 : 2 2 : 3 2 : 4 | 22:42 — И. Черник (Р. Линтнер) (PP) 30:07 — М. Бартович (Р. Паник, Р. Линтнер) 44:07 — М. Заграпан (А. Секера) (PP) 59:06 — М. Бартович (Р. Паник, А. Подконицкий) |             | Судьи: Christer Larking Chris Savage |
|                                                                                    |                                     | |             | Судьи: Christer Larking Chris Savage |
|                                                                                    |                                     | |             | Судьи: Christer Larking Chris Savage |
|                                                                                    |                                     | |             | Судьи: Christer Larking Chris Savage |
| 12 мин                                                                             | Штраф                               | 8 мин |             | Судьи: Christer Larking Chris Savage |
|                                                                                    |                                     | |             |                                      |
|                                                                                    | 27                                  | Броски | 24          |                                      |

| 13 Мая 16:15 | Россия | 3 : 1 (1 : 0, 2 : 0, 0 : 1) | Беларусь | Ланксесс-Арена, Кёльн Зрителей: 17 540 |

| Отчёт | Отчёт                   | Отчёт                                       | Отчёт        | Отчёт                           |
| --- | ----------------------- | ------------------------------------------- | ------------ | ------------------------------- |
| |                         |                                             |              |                                 |
| | Семён Варламов          | Вратари                                     | Андрей Мезин | Судьи: Ole Hansen Marc Muylaert |
| | Голы:                   |                                             |              | Судьи: Ole Hansen Marc Muylaert |
| С. Мозякин (М. Сушинский, И. Никулин) (PP) — 10:45 А. Овечкин (С. Фёдоров) — 32:21 А. Анисимов (С. Мозякин, В. Атюшов) — 34:03 | 1 : 0 2 : 0 3 : 0 3 : 1 | 47:30 — А. Калюжный (А. Угаров, В. Денисов) |              | Судьи: Ole Hansen Marc Muylaert |
| |                         |                                             |              | Судьи: Ole Hansen Marc Muylaert |
| |                         |                                             |              | Судьи: Ole Hansen Marc Muylaert |
| |                         |                                             |              | Судьи: Ole Hansen Marc Muylaert |
| 6 мин | Штраф                   | 8 мин                                       |              | Судьи: Ole Hansen Marc Muylaert |
| |                         |                                             |              |                                 |
| | 38                      | Броски                                      | 20           |                                 |

| 13 Мая 20:15 | Казахстан | 1 : 5 (0 : 1, 0 : 2, 1 : 2) | Словакия | Ланксесс-Арена, Кёльн Зрителей: 13 556 |

| Отчёт                            | Отчёт                               | Отчёт | Отчёт       | Отчёт                                  |
| -------------------------------- | ----------------------------------- | --- | ----------- | -------------------------------------- |
|                                  |                                     | |             |                                        |
|                                  | Виталий Еремеев                     | Вратари | Петер Будай | Судьи: Vladimir Sindler Patrik Sjoberg |
|                                  | Голы:                               | |             | Судьи: Vladimir Sindler Patrik Sjoberg |
| Д. Дударев (А. Коледаев) — 44:03 | 0 : 1 0 : 2 0 : 3 1 : 3 1 : 4 1 : 5 | 16:30 — М. Заграпан (А. Секера, И. Маеский) 25:04 — И. Черник (М. Сватош) 33:52 — И. Черник (Р. Линтнер) 54:18 — Т. Татар (PS) 58:05 — А. Подконицкий (П. Фрюхауф, Т. Староста) |             | Судьи: Vladimir Sindler Patrik Sjoberg |
|                                  |                                     | |             | Судьи: Vladimir Sindler Patrik Sjoberg |
|                                  |                                     | |             | Судьи: Vladimir Sindler Patrik Sjoberg |
|                                  |                                     | |             | Судьи: Vladimir Sindler Patrik Sjoberg |
| 8 мин                            | Штраф                               | 6 мин |             | Судьи: Vladimir Sindler Patrik Sjoberg |
|                                  |                                     | |             |                                        |
|                                  | 36                                  | Броски | 37          |                                        |

### Группа B
Положение команд в турнирной таблице:
| М | Команда   | И | В | ВО | ПО | П | ГЗ | ГП | РГ  | О |
| - | --------- | - | - | -- | -- | - | -- | -- | --- | - |
| 1 | Швейцария | 3 | 3 | 0  | 0  | 0 | 10 | 2  | +8  | 9 |
| 2 | Канада    | 3 | 2 | 0  | 0  | 1 | 12 | 6  | +6  | 6 |
| 3 | Латвия    | 3 | 1 | 0  | 0  | 2 | 7  | 11 | −4  | 3 |
| 4 | Италия    | 3 | 0 | 0  | 0  | 3 | 3  | 13 | −10 | 0 |

Время начала матчей местное (UTC+2).
| 8 Мая 16:15 | Канада | 5 : 1 (2 : 1, 2 : 0, 1 : 0) | Италия | САП-Арена, Мангейм Зрителей: 7912 |

| Отчёт | Отчёт                               | Отчёт                                           | Отчёт                                  | Отчёт                               |
| --- | ----------------------------------- | ----------------------------------------------- | -------------------------------------- | ----------------------------------- |
| |                                     |                                                 |                                        |                                     |
| | Крис Мэйсон                         | Вратари                                         | Адам Руссо Даниэль Беллиссимо, (40:00) | Судьи: Vladimir Baluska Daniel Konc |
| | Голы:                               |                                                 |                                        | Судьи: Vladimir Baluska Daniel Konc |
| К. Перри (С. Стэмкос, Р. Бурк) — 2:43 К. Рассел (Р. Уитни) (PP) — 19:12 М. Дюшен (Р. Уитни, Б. Бёрнс) — 25:27 С. Стэмкос (М. Дюшен, К. Камиски) — 30:37 Р. Бурк (Т. Майерс) — 57:19 | 1 : 0 1 : 1 2 : 1 3 : 1 4 : 1 5 : 1 | 12:44 — М. Страццабоско (Н. Пластино, М. Соуза) |                                        | Судьи: Vladimir Baluska Daniel Konc |
| |                                     |                                                 |                                        | Судьи: Vladimir Baluska Daniel Konc |
| |                                     |                                                 |                                        | Судьи: Vladimir Baluska Daniel Konc |
| |                                     |                                                 |                                        | Судьи: Vladimir Baluska Daniel Konc |
| 12 мин | Штраф                               | 18 мин                                          |                                        | Судьи: Vladimir Baluska Daniel Konc |
| |                                     |                                                 |                                        |                                     |
| | 45                                  | Броски                                          | 24                                     |                                     |

| 8 Мая 20:15 | Швейцария | 3 : 1 (1 : 0, 1 : 1) | Латвия | САП-Арена, Мангейм Зрителей: 7089 |

| Отчёт | Отчёт                   | Отчёт                                  | Отчёт                          | Отчёт                               |
| --- | ----------------------- | -------------------------------------- | ------------------------------ | ----------------------------------- |
| |                         |                                        |                                |                                     |
| | Мартин Гербер           | Вратари                                | Эдгар Масальскис (59:03-59:58) | Судьи: Tom Laaksonen Thomas Stearns |
| | Голы:                   |                                        |                                | Судьи: Tom Laaksonen Thomas Stearns |
| А. Амбюль (Д. Бруннер, Т. Монне) — 2:26 Р. Йоси (Д. Бруннер, А. Амбюль)- 22:28 М. Плюсс (Г. Безина) (ENG) — 59:58 | 1 : 0 2 : 0 2 : 1 3 : 1 | 42:35 — Г. Мейя (Ю. Шталс, Е. Редлихс) |                                | Судьи: Tom Laaksonen Thomas Stearns |
| |                         |                                        |                                | Судьи: Tom Laaksonen Thomas Stearns |
| |                         |                                        |                                | Судьи: Tom Laaksonen Thomas Stearns |
| |                         |                                        |                                | Судьи: Tom Laaksonen Thomas Stearns |
| 6 мин | Штраф                   | 6 мин                                  |                                | Судьи: Tom Laaksonen Thomas Stearns |
| |                         |                                        |                                |                                     |
| | 31                      | Броски                                 | 22                             |                                     |

| 10 Мая 16:15 | Швейцария | 3 : 0 (0 : 0, 1 : 0, 2 : 0) | Италия | САП-Арена, Мангейм Зрителей: 5971 |

| Отчёт | Отчёт             | Отчёт   | Отчёт                             | Отчёт                                   |
| --- | ----------------- | ------- | --------------------------------- | --------------------------------------- |
| |                   |         |                                   |                                         |
| | Мартин Гербер     | Вратари | Даниэль Беллиссимо (59:27-59:44). | Судьи: Rafail Kadyrov Daniel Piechaczek |
| | Голы:             |         |                                   | Судьи: Rafail Kadyrov Daniel Piechaczek |
| Т. Монне (М. Зегер, Ж. Воклер) — 21:20 Д. Бруннер (П. Савари, Р. Йоси) (PP) — 46:39 М. Плюсс — 59:44-п.в | 1 : 0 2 : 0 3 : 0 |         |                                   | Судьи: Rafail Kadyrov Daniel Piechaczek |
| |                   |         |                                   | Судьи: Rafail Kadyrov Daniel Piechaczek |
| |                   |         |                                   | Судьи: Rafail Kadyrov Daniel Piechaczek |
| |                   |         |                                   | Судьи: Rafail Kadyrov Daniel Piechaczek |
| 10 мин                                                                                                   | Штраф             | 10 мин  |                                   | Судьи: Rafail Kadyrov Daniel Piechaczek |
| |                   |         |                                   |                                         |
| | 52                | Броски  | 15                                |                                         |

| 10 Мая 20:15 | Латвия | 1 : 6 (0 : 2, 0 : 4, 1 : 0) | Канада | САП-Арена, Мангейм Зрителей: 5501 |

| Отчёт                               | Отчёт                                     | Отчёт | Отчёт                   | Отчёт                                |
| ----------------------------------- | ----------------------------------------- | --- | ----------------------- | ------------------------------------ |
|                                     |                                           | |                         |                                      |
|                                     | Эдгар Масальскис Мартыньш Райтумс         | Вратари | Крис Мэйсон Чед Джонсон | Судьи: Daniel Konc Konstantin Olenin |
|                                     | Голы:                                     | |                         | Судьи: Daniel Konc Konstantin Olenin |
| Г. Пуяц (Ю. Шталс, Г. Мейя) — 50:25 | 0 : 1 0 : 2 0 : 3 0 : 4 0 : 5 0 : 6 1 : 6 | 1:59 — Д. Таварес (К. Рассел, К. Перри) (PP) 18:19 — С. Стэмкос (К. Рассел, К. Перри) (PP) 25:30 — М. Джиордано (Р. Уитни, К. Камиски) (PP) 26:58 — Д. Таварес (К. Перри) (PP) 30:07 — С. Дауни (Б. Бёрнс) 39:06 — М. Джиордано (Э. Кейн, Р. Певерли) |                         | Судьи: Daniel Konc Konstantin Olenin |
|                                     |                                           | |                         | Судьи: Daniel Konc Konstantin Olenin |
|                                     |                                           | |                         | Судьи: Daniel Konc Konstantin Olenin |
|                                     |                                           | |                         | Судьи: Daniel Konc Konstantin Olenin |
| 14 мин                              | Штраф                                     | 18 мин |                         | Судьи: Daniel Konc Konstantin Olenin |
|                                     |                                           | |                         |                                      |
|                                     | 24                                        | Броски | 32                      |                                      |

| 12 Мая 16:15 | Италия | 2 : 5 (1 : 1, 0 : 1, 1 : 3) | Латвия | САП-Арена, Мангейм Зрителей: 4029 |

| Отчёт                                                 | Отчёт                                     | Отчёт | Отчёт            | Отчёт                                |
| ----------------------------------------------------- | ----------------------------------------- | --- | ---------------- | ------------------------------------ |
|                                                       |                                           | |                  |                                      |
|                                                       | Адам Руссо (58:31-59:09)                  | Вратари | Эдгар Масальскис | Судьи: Vladimir Baluska Jari Levonen |
|                                                       | Голы:                                     | |                  | Судьи: Vladimir Baluska Jari Levonen |
| А. Эджер (М. Соуза) — 14:45 Д. Сканделла (PP) — 43:28 | 0 : 1 1 : 1 1 : 2 1 : 3 2 : 3 2 : 4 2 : 5 | 0:50 — К. Даугавиньш (Я. Спруктс) 28:26 — А. Ниживий (Х. Васильев, Г. Пуяц) 41:56 — А. Рекис (Х. Васильев, Г. Пуяц) (PP) 57:13 — К. Даугавиньш (М. Карсумс) (PP) 59:09 — М. Карсумс (М. Ципулис) (ENG) |                  | Судьи: Vladimir Baluska Jari Levonen |
|                                                       |                                           | |                  | Судьи: Vladimir Baluska Jari Levonen |
|                                                       |                                           | |                  | Судьи: Vladimir Baluska Jari Levonen |
|                                                       |                                           | |                  | Судьи: Vladimir Baluska Jari Levonen |
| 12 мин                                                | Штраф                                     | 8 мин |                  | Судьи: Vladimir Baluska Jari Levonen |
|                                                       |                                           | |                  |                                      |
|                                                       | 26                                        | Броски | 38               |                                      |

| 12 Мая 20:15 | Канада | 1 : 4 (1 : 2, 0 : 1, 0 : 1) | Швейцария | САП-Арена, Мангейм Зрителей: 12 500 |

| Отчёт                                   | Отчёт                         | Отчёт | Отчёт         | Отчёт                              |
| --------------------------------------- | ----------------------------- | --- | ------------- | ---------------------------------- |
|                                         |                               | |               |                                    |
|                                         | Крис Мэйсон                   | Вратари | Тобиас Штефан | Судьи: Tom Laaksonen Thomas Sterns |
|                                         | Голы:                         | |               | Судьи: Tom Laaksonen Thomas Sterns |
| Д. Таварес (М. Дюшен, Р. Уитни) — 14:29 | 0 : 1 0 : 2 1 : 2 1 : 3 1 : 4 | 11:47 — И. Рютеманн (Т. Дерюн, М. Плюсс) 14:03 — М. Плюсс (Т. Дерюн, И.Рютеманн) 21:38 — А. Амбюль (К. Роми, Р. Йоси) 45:29 — Т. Дерюн (М. Плюсс, И. Рютеманн) |               | Судьи: Tom Laaksonen Thomas Sterns |
|                                         |                               | |               | Судьи: Tom Laaksonen Thomas Sterns |
|                                         |                               | |               | Судьи: Tom Laaksonen Thomas Sterns |
|                                         |                               | |               | Судьи: Tom Laaksonen Thomas Sterns |
| 4 мин                                   | Штраф                         | 10 мин |               | Судьи: Tom Laaksonen Thomas Sterns |
|                                         |                               | |               |                                    |
|                                         | 32                            | Броски | 18            |                                    |

### Группа C
Положение команд в турнирной таблице:
| М | Команда  | И | В | ВО | ПО | П | ГЗ | ГП | РГ | О |
| - | -------- | - | - | -- | -- | - | -- | -- | -- | - |
| 1 | Чехия    | 3 | 2 | 0  | 0  | 1 | 10 | 6  | +4 | 6 |
| 2 | Швеция   | 3 | 2 | 0  | 0  | 1 | 9  | 6  | +3 | 6 |
| 3 | Норвегия | 3 | 2 | 0  | 0  | 1 | 10 | 8  | +2 | 6 |
| 4 | Франция  | 3 | 0 | 0  | 0  | 3 | 5  | 14 | −9 | 0 |

Время начала матчей местное (UTC+2).
| 9 Мая 16:15 | Чехия | 6 : 2 (2 : 0, 2 : 2) | Франция | САП-Арена, Мангейм Зрителей: 3132 |

| Отчёт | Отчёт                                           | Отчёт                                                            | Отчёт        | Отчёт                                 |
| --- | ----------------------------------------------- | ---------------------------------------------------------------- | ------------ | ------------------------------------- |
| |                                                 |                                                                  |              |                                       |
| | Томаш Вокоун                                    | Вратари                                                          | Фабрис Ланри | Судьи: Jari Levonen Konstantin Olenin |
| | Голы:                                           |                                                                  |              | Судьи: Jari Levonen Konstantin Olenin |
| П. Губачек (Я. Ягр) — 0:44 И. Новотны (Ф. Новак) (PP) — 11:43 П. Грегорек (И. Новотны) — 23:23 К. Рахунек (Я. Клепиш, Я. Ягр) (PP) — 25:07 Л. Кашпар (И. Новотны, П. Вампола) — 46:06 М. Блатяк (Я. Клепиш, Я. Ягр) (PP) — 59:27 Нереализованный буллит: Я. Клепиш, 13:13 (вратарь). | 1 : 0 2 : 0 3 : 0 4 : 0 5 : 0 5 : 1 5 : 2 6 : 2 | 46:27 — Й. Трей (Л. Мёнье) 48:37 — Л. Мёнье (С. Трей, Л. Тардиф) |              | Судьи: Jari Levonen Konstantin Olenin |
| |                                                 |                                                                  |              | Судьи: Jari Levonen Konstantin Olenin |
| |                                                 |                                                                  |              | Судьи: Jari Levonen Konstantin Olenin |
| |                                                 |                                                                  |              | Судьи: Jari Levonen Konstantin Olenin |
| 8 мин | Штраф                                           | 18 мин                                                           |              | Судьи: Jari Levonen Konstantin Olenin |
| |                                                 |                                                                  |              |                                       |
| | 41                                              | Броски                                                           | 22           |                                       |

| 9 Мая 20:15 | Норвегия | 2 : 5 (0 : 2, 1 : 0, 1 : 3) | Швеция | САП-Арена, Мангейм Зрителей: 5022 |

| Отчёт                                                                                            | Отчёт                                     | Отчёт | Отчёт           | Отчёт                                   |
| ------------------------------------------------------------------------------------------------ | ----------------------------------------- | --- | --------------- | --------------------------------------- |
|                                                                                                  |                                           | |                 |                                         |
|                                                                                                  | Пол Гротнес                               | Вратари | Юнас Густавссон | Судьи: Rafail Kadyrov Daniel Piechaczek |
|                                                                                                  | Голы:                                     | |                 | Судьи: Rafail Kadyrov Daniel Piechaczek |
| П. Торесен (А. Фредриксен, Й. Холёс) (PP) — 20:20 Х. Солберг (А. Фредриксен, П. Торесен) — 44:57 | 0 : 1 0 : 2 1 : 2 2 : 2 2 : 3 2 : 4 2 : 5 | 6:43 — М. Вейнхандль (М. Пяяйарви Свенссон) 12:45 — Э. Карлссон (Р. Валлин) (PP) 47:08 — М. Вейнхандль (М. Пяяйарви Свенссон, Н. Перссон) 54:31 — М. Пяяйарви Свенссон (Р. Валлин) 57:43 — М. Вейнхандль (А. Энгквист) (PP) |                 | Судьи: Rafail Kadyrov Daniel Piechaczek |
|                                                                                                  |                                           | |                 | Судьи: Rafail Kadyrov Daniel Piechaczek |
|                                                                                                  |                                           | |                 | Судьи: Rafail Kadyrov Daniel Piechaczek |
|                                                                                                  |                                           | |                 | Судьи: Rafail Kadyrov Daniel Piechaczek |
| 10 мин                                                                                           | Штраф                                     | 14 мин |                 | Судьи: Rafail Kadyrov Daniel Piechaczek |
|                                                                                                  |                                           | |                 |                                         |
|                                                                                                  | 21                                        | Броски | 44              |                                         |

| 11 Мая 16:15 | Чехия | 2 : 3 (0 : 1, 1 : 1) | Норвегия | САП-Арена, Мангейм Зрителей: 2256 |

| Отчёт                                                                     | Отчёт                         | Отчёт | Отчёт       | Отчёт                              |
| ------------------------------------------------------------------------- | ----------------------------- | --- | ----------- | ---------------------------------- |
|                                                                           |                               | |             |                                    |
|                                                                           | Ондржей Павелец               | Вратари | Пол Гротнес | Судьи: Tom Laaksonen Thomas Sterns |
|                                                                           | Голы:                         | |             | Судьи: Tom Laaksonen Thomas Sterns |
| Я. Ягр (М. Розсивал, Я. Клепиш) (PP2) — 27:56 Я. Ягр (К. Рахунек) — 53:09 | 0 : 1 1 : 1 1 : 2 1 : 3 2 : 3 | 12:09 — М. Аасен (П. Торесен, Т. Якобсен) 30:13 — А. Фредриксен (Л. Локкен, П. Торесен) 44:23 — А. Бастиансен (М. Олимб, Л. Спетс) |             | Судьи: Tom Laaksonen Thomas Sterns |
|                                                                           |                               | |             | Судьи: Tom Laaksonen Thomas Sterns |
|                                                                           |                               | |             | Судьи: Tom Laaksonen Thomas Sterns |
|                                                                           |                               | |             | Судьи: Tom Laaksonen Thomas Sterns |
| 12 мин                                                                    | Штраф                         | 22 мин |             | Судьи: Tom Laaksonen Thomas Sterns |
|                                                                           |                               | |             |                                    |
|                                                                           | 46                            | Броски | 15          |                                    |

| 11 Мая 20:15 | Швеция | 3 : 2 (1 : 0, 2 : 0, 0 : 2) | Франция | САП-Арена, Мангейм Зрителей: 3268 |

| Отчёт | Отчёт                         | Отчёт                                                    | Отчёт                                 | Отчёт                                |
| --- | ----------------------------- | -------------------------------------------------------- | ------------------------------------- | ------------------------------------ |
| |                               |                                                          |                                       |                                      |
| | Якоб Маркстрём                | Вратари                                                  | Эдди Фери Фабрис Ланри (48:03- 58:37) | Судьи: Vladimir Baluska Jari Levonen |
| | Голы:                         |                                                          |                                       | Судьи: Vladimir Baluska Jari Levonen |
| К. Гуннарссон (Л. Умарк, Н. Перссон) — 17:49 Ю. Андерссон (М. Нюландер) — 22:34 Ю. Харью (Л. Умарк, К. Бекман) — 27:44 | 1 : 0 2 : 0 3 : 0 3 : 1 3 : 2 | 44:34 — Й. Трей 54:05 — Л. Тардиф (С. Да Коста, Б. Амар) |                                       | Судьи: Vladimir Baluska Jari Levonen |
| |                               |                                                          |                                       | Судьи: Vladimir Baluska Jari Levonen |
| |                               |                                                          |                                       | Судьи: Vladimir Baluska Jari Levonen |
| |                               |                                                          |                                       | Судьи: Vladimir Baluska Jari Levonen |
| 6 мин | Штраф                         | 6 мин                                                    |                                       | Судьи: Vladimir Baluska Jari Levonen |
| |                               |                                                          |                                       |                                      |
| | 45                            | Броски                                                   | 23                                    |                                      |

| 13 Мая 16:15 | Франция | 1 : 5 (1 : 0, 0 : 1, 0 : 4) | Норвегия | САП-Арена, Мангейм Зрителей: 4403 |

| Отчёт                               | Отчёт                               | Отчёт | Отчёт                  | Отчёт                                |
| ----------------------------------- | ----------------------------------- | --- | ---------------------- | ------------------------------------ |
|                                     |                                     | |                        |                                      |
|                                     | Фабрис Ленри                        | Вратари | Пол Гротнес Рубен Смит | Судьи: Daniel Konc Daniel Piechaczek |
|                                     | Голы:                               | |                        | Судьи: Daniel Konc Daniel Piechaczek |
| С. Да Коста (Й. Овитю) (PP) — 12:49 | 1 : 0 1 : 1 1 : 2 1 : 3 1 : 4 1 : 5 | 32:02 — П. Лорентсен (М. Рюмарк, К. Форсберг) 42:34 — М. Аасен (П. Торесен, Л. Локкен) (PP) 47:19 — А. Бастиансен 48:42 — П. Торесен (М. Аасен) 56:57 — М. Олимб (PS) |                        | Судьи: Daniel Konc Daniel Piechaczek |
|                                     |                                     | |                        | Судьи: Daniel Konc Daniel Piechaczek |
|                                     |                                     | |                        | Судьи: Daniel Konc Daniel Piechaczek |
|                                     |                                     | |                        | Судьи: Daniel Konc Daniel Piechaczek |
| 36 мин                              | Штраф                               | 56 мин |                        | Судьи: Daniel Konc Daniel Piechaczek |
|                                     |                                     | |                        |                                      |
|                                     | 27                                  | Броски | 40                     |                                      |

| 13 Мая 20:15 | Швеция | 1 : 2 (0 : 1, 1 : 1, 0 : 0) | Чехия | САП-Арена, Мангейм Зрителей: 12 500 |

| Отчёт                                    | Отчёт                                 | Отчёт                                                             | Отчёт        | Отчёт                                   |
| ---------------------------------------- | ------------------------------------- | ----------------------------------------------------------------- | ------------ | --------------------------------------- |
|                                          |                                       |                                                                   |              |                                         |
|                                          | Юнас Густавссон (59:27-59:34, 59:43). | Вратари                                                           | Томаш Вокоун | Судьи: Rafail Kadyrov Konstantin Olenin |
|                                          | Голы:                                 |                                                                   |              | Судьи: Rafail Kadyrov Konstantin Olenin |
| М. Пяяйарви Свенссон (Р. Валлин) — 24:03 | 0 : 1 1 : 1 1 : 2                     | 0:54 — Т. Ролинек (SH) 29:18 — П. Губачек (И. Новотны, Т. Вокоун) |              | Судьи: Rafail Kadyrov Konstantin Olenin |
|                                          |                                       |                                                                   |              | Судьи: Rafail Kadyrov Konstantin Olenin |
|                                          |                                       |                                                                   |              | Судьи: Rafail Kadyrov Konstantin Olenin |
|                                          |                                       |                                                                   |              | Судьи: Rafail Kadyrov Konstantin Olenin |
| 16 мин                                   | Штраф                                 | 12 мин                                                            |              | Судьи: Rafail Kadyrov Konstantin Olenin |
|                                          |                                       |                                                                   |              |                                         |
|                                          | 32                                    | Броски                                                            | 37           |                                         |

### Группа D
Положение команд в турнирной таблице:
| М | Команда   | И | В | ВО | ПО | П | ГЗ | ГП | РГ | О |
| - | --------- | - | - | -- | -- | - | -- | -- | -- | - |
| 1 | Финляндия | 3 | 2 | 0  | 0  | 1 | 5  | 6  | −1 | 6 |
| 2 | Германия  | 3 | 1 | 1  | 0  | 1 | 5  | 3  | +2 | 5 |
| 3 | Дания     | 3 | 1 | 1  | 0  | 1 | 7  | 5  | +2 | 5 |
| 4 | США       | 3 | 0 | 0  | 2  | 1 | 4  | 7  | −3 | 2 |

Время начала матчей местное (UTC+2).
| 7 Мая 20:15 | США | 1 : 2 ОТ (0 : 0, 0 : 1, 1 : 0) (ОТ: 0 : 1) | Германия | Фельтинс-Арена, Гельзенкирхен Зрителей: 77 803 |

| Отчёт             | Отчёт             | Отчёт                                                          | Отчёт         | Отчёт                                |
| ----------------- | ----------------- | -------------------------------------------------------------- | ------------- | ------------------------------------ |
|                   |                   |                                                                |               |                                      |
|                   | Скотт Клемменсен  | Вратари                                                        | Дэннис Эндрас | Судьи: Christer Lärking Chris Savage |
|                   | Голы:             |                                                                |               | Судьи: Christer Lärking Chris Savage |
| Р. Картер — 48:28 | 0 : 1 1 : 1 1 : 2 | 25:20 — М. Вольф (М. Мюллер, К. Улльманн) 60:21 — Ф. Шютц (ОТ) |               | Судьи: Christer Lärking Chris Savage |
|                   |                   |                                                                |               | Судьи: Christer Lärking Chris Savage |
|                   |                   |                                                                |               | Судьи: Christer Lärking Chris Savage |
|                   |                   |                                                                |               | Судьи: Christer Lärking Chris Savage |
| 8 мин             | Штраф             | 8 мин                                                          |               | Судьи: Christer Lärking Chris Savage |
|                   |                   |                                                                |               |                                      |
|                   | 32                | Броски                                                         | 20            |                                      |

| 8 Мая 20:15 | Финляндия | 1 : 4 (1 : 2, 0 : 1, 0 : 1) | Дания | Ланксесс-Арена, Кёльн Зрителей: 11 452 |

| Отчёт                                         | Отчёт                         | Отчёт | Отчёт             | Отчёт                          |
| --------------------------------------------- | ----------------------------- | --- | ----------------- | ------------------------------ |
|                                               |                               | |                   |                                |
|                                               | Пекка Ринне (58:40-59:13).    | Вратари | Фредерик Андерсен | Судьи: Rick Looker Milan Minar |
|                                               | Голы:                         | |                   | Судьи: Rick Looker Milan Minar |
| П. Контиола (Ю. Аалтонен, П. Нуммелин) — 6:47 | 0 : 1 0 : 2 1 : 2 1 : 3 1 : 4 | 2:20 — Ф. Нильсен (К. Стаал, Ю. Якобсен) 5:19 — П. Регин (К. Дегн) 21:19 — Ю. Якобсен (Т. Дреслер) 59:13 — Ф. Нильсен-п.в |                   | Судьи: Rick Looker Milan Minar |
|                                               |                               | |                   | Судьи: Rick Looker Milan Minar |
|                                               |                               | |                   | Судьи: Rick Looker Milan Minar |
|                                               |                               | |                   | Судьи: Rick Looker Milan Minar |
| 2 мин                                         | Штраф                         | 14 мин |                   | Судьи: Rick Looker Milan Minar |
|                                               |                               | |                   |                                |
|                                               | 37                            | Броски | 16                |                                |

| 10 Мая 16:15 | США | 1 : 2 ОТ (0 : 0, 1 : 1, 0 : 0) (ОТ: 0 : 1) | Дания | Ланксесс-Арена, Кёльн Зрителей: 8985 |

| Отчёт                                          | Отчёт             | Отчёт                                                          | Отчёт           | Отчёт                              |
| ---------------------------------------------- | ----------------- | -------------------------------------------------------------- | --------------- | ---------------------------------- |
|                                                |                   |                                                                |                 |                                    |
|                                                | Скотт Клемменсен  | Вратари                                                        | Патрик Голбрайт | Судьи: Ole Hansen Vladimir Sindler |
|                                                | Голы:             |                                                                |                 | Судьи: Ole Hansen Vladimir Sindler |
| К. Яндл (Кайл Окпосо, Д. Джонсон) (PP) — 32:03 | 0 : 1 1 : 1 1 : 2 | 28:52 — Л. Эллер (Ф. Нильсен, П. Регин) 62:04 — С. Лассен (ОТ) |                 | Судьи: Ole Hansen Vladimir Sindler |
|                                                |                   |                                                                |                 | Судьи: Ole Hansen Vladimir Sindler |
|                                                |                   |                                                                |                 | Судьи: Ole Hansen Vladimir Sindler |
|                                                |                   |                                                                |                 | Судьи: Ole Hansen Vladimir Sindler |
| 8 мин                                          | Штраф             | 10 мин                                                         |                 | Судьи: Ole Hansen Vladimir Sindler |
|                                                |                   |                                                                |                 |                                    |
|                                                | 31                | Броски                                                         | 29              |                                    |

| 10 Мая 20:15 | Германия | 0 : 1 (0 : 0, 0 : 1, 0 : 0) | Финляндия | Ланксесс-Арена, Кёльн Зрителей: 18 654 |

| Отчёт | Отчёт    | Отчёт                           | Отчёт         | Отчёт                                  |
| ----- | -------- | ------------------------------- | ------------- | -------------------------------------- |
|       |          |                                 |               |                                        |
|       | Роб Зепп | Вратари                         | Петри Веханен | Судьи: Christer Larking Patrik Sjoberg |
|       | Голы:    |                                 |               | Судьи: Christer Larking Patrik Sjoberg |
|       | 0 : 1    | 25:18 — Я. Иммонен (Ю. Йокинен) |               | Судьи: Christer Larking Patrik Sjoberg |
|       |          |                                 |               | Судьи: Christer Larking Patrik Sjoberg |
|       |          |                                 |               | Судьи: Christer Larking Patrik Sjoberg |
|       |          |                                 |               | Судьи: Christer Larking Patrik Sjoberg |
| 8 мин | Штраф    | 6 мин                           |               | Судьи: Christer Larking Patrik Sjoberg |
|       |          |                                 |               |                                        |
|       | 28       | Броски                          | 37            |                                        |

| 12 Мая 16:15 | Дания | 1 : 3 (1 : 1, 0 : 2, 0 : 0) | Германия | Ланксесс-Арена, Кёльн Зрителей: 18 623 |

| Отчёт                                        | Отчёт                   | Отчёт                                                                      | Отчёт         | Отчёт                             |
| -------------------------------------------- | ----------------------- | -------------------------------------------------------------------------- | ------------- | --------------------------------- |
|                                              |                         |                                                                            |               |                                   |
|                                              | Патрик Голбрайт         | Вратари                                                                    | Деннис Эндрас | Судьи: Marc Muylaert Chris Savage |
|                                              | Голы:                   |                                                                            |               | Судьи: Marc Muylaert Chris Savage |
| Ф. Ларсен (П. Регин, Й. Дамгор) (PP2) — 3:40 | 1 : 0 1 : 1 1 : 2 1 : 3 | 8:40 — М. Гоч (А. Зульцер) (PP) 33:28 — Ф. Шутц (Д. Крюгер) 35:09 — Н. Гоч |               | Судьи: Marc Muylaert Chris Savage |
|                                              |                         |                                                                            |               | Судьи: Marc Muylaert Chris Savage |
|                                              |                         |                                                                            |               | Судьи: Marc Muylaert Chris Savage |
|                                              |                         |                                                                            |               | Судьи: Marc Muylaert Chris Savage |
| 14 мин                                       | Штраф                   | 12 мин                                                                     |               | Судьи: Marc Muylaert Chris Savage |
|                                              |                         |                                                                            |               |                                   |
|                                              | 24                      | Броски                                                                     | 30            |                                   |

| 12 Мая 20:15 | Финляндия | 3 : 2 (0 : 1, 1 : 0, 2 : 1) | США | Ланксесс-Арена, Кёльн Зрителей: 17 633 |

| Отчёт | Отчёт                         | Отчёт                                                                       | Отчёт            | Отчёт                               |
| --- | ----------------------------- | --------------------------------------------------------------------------- | ---------------- | ----------------------------------- |
| |                               |                                                                             |                  |                                     |
| | Петри Веханен                 | Вратари                                                                     | Скотт Клемменсен | Судьи: Milan Minar Vladimir Sindler |
| | Голы:                         |                                                                             |                  | Судьи: Milan Minar Vladimir Sindler |
| Л. Комаров (Я. Иммонен, П. Пуйстола) — 35:52 Я. Иммонен (П. Нуммелин, М. Мяенпяя) (PP) — 40:18 С. Капанен (П. Нуммелин, Ю. Аалтонен) — 57:58 | 0 : 1 1 : 1 2 : 1 3 : 1 3 : 2 | 3:30 — Д. Мосс (Д. Джонсон, К. Крайдер) 59:43 — Ти-Джей Оши (К. Яндль) (SH) |                  | Судьи: Milan Minar Vladimir Sindler |
| |                               |                                                                             |                  | Судьи: Milan Minar Vladimir Sindler |
| |                               |                                                                             |                  | Судьи: Milan Minar Vladimir Sindler |
| |                               |                                                                             |                  | Судьи: Milan Minar Vladimir Sindler |
| 2 мин | Штраф                         | 6 мин                                                                       |                  | Судьи: Milan Minar Vladimir Sindler |
| |                               |                                                                             |                  |                                     |
| | 43                            | Броски                                                                      | 22               |                                     |

## Квалификационный этап
|  | Условные цветовые обозначения            |
|  | ---------------------------------------- |
|  | Команда, переходящая в финальный этап    |
|  | Команда, прекращающая дальнейшее участие |

### Группа E
Положение команд в турнирной таблице:
| М | Команда   | И | В | ВО | ПО | П | ГЗ | ГП | РГ  | О  |
| - | --------- | - | - | -- | -- | - | -- | -- | --- | -- |
| 1 | Россия    | 5 | 5 | 0  | 0  | 0 | 20 | 5  | +15 | 15 |
| 2 | Финляндия | 5 | 3 | 0  | 0  | 2 | 9  | 11 | −2  | 9  |
| 3 | Германия  | 5 | 2 | 0  | 1  | 2 | 8  | 8  | 0   | 7  |
| 4 | Дания     | 5 | 2 | 0  | 0  | 3 | 13 | 12 | +1  | 6  |
| 5 | Беларусь  | 5 | 1 | 1  | 0  | 3 | 7  | 11 | −4  | 5  |
| 6 | Словакия  | 5 | 1 | 0  | 0  | 4 | 8  | 18 | −10 | 3  |

Время начала матчей местное (UTC+2).
| 14 Мая 16:15 | Словакия | 0 : 6 (0 : 6, 0 : 0, 0 : 0) | Дания | Ланксесс-Арена, Кёльн Зрителей: 4442 |

| Отчёт  | Отчёт                                | Отчёт | Отчёт           | Отчёт                              |
| ------ | ------------------------------------ | --- | --------------- | ---------------------------------- |
|        |                                      | |                 |                                    |
|        | Петер Будай (Ростислав Станя, 4:40). | Вратари | Патрик Голбрайт | Судьи: Ole Hansen Christer Larking |
|        | Голы:                                | |                 | Судьи: Ole Hansen Christer Larking |
|        | 0 : 1 0 : 2 0 : 3 0 : 4 0 : 5 0 : 6  | 1:05 — П. Регин (М. Бедкер, Д. Нильсен) 4:20 — Ф. Ларсен (Й. Дамгорд, П. Регин) (PP2) 4:40 — М. Кристенсен (М. Греэн, П. Регин) (PP) 10:52 — М. Мадсен (Д. Нильсен, Л. Эллер) (PP) 12:21 — М. Греэн (К. Дегн) 13:42 — С. Лассен (Л. Эллер, М. Мадсен) |                 | Судьи: Ole Hansen Christer Larking |
|        |                                      | |                 | Судьи: Ole Hansen Christer Larking |
|        |                                      | |                 | Судьи: Ole Hansen Christer Larking |
|        |                                      | |                 | Судьи: Ole Hansen Christer Larking |
| 14 мин | Штраф                                | 2 мин |                 | Судьи: Ole Hansen Christer Larking |
|        |                                      | |                 |                                    |
|        | 26                                   | Броски | 34              |                                    |

| 14 Мая 20:15 | Финляндия | 2 : 0 (0 : 0, 2 : 0, 0 : 0) | Беларусь | Ланксесс-Арена, Кёльн Зрителей: 5273 |

| Отчёт                                                                                 | Отчёт       | Отчёт   | Отчёт               | Отчёт                             |
| ------------------------------------------------------------------------------------- | ----------- | ------- | ------------------- | --------------------------------- |
|                                                                                       |             |         |                     |                                   |
|                                                                                       | Пекка Ринне | Вратари | Андрей Мезин(59:15) | Судьи: Rick Looker Patrik Sjoberg |
|                                                                                       | Голы:       |         |                     | Судьи: Rick Looker Patrik Sjoberg |
| Я. Иммонен (А. Миеттинен) (PP) — 27:23 Ю. Хютенен (А. Пильстрём, П. Пуйстола) — 32:19 | 1 : 0 2 : 0 |         |                     | Судьи: Rick Looker Patrik Sjoberg |
|                                                                                       |             |         |                     | Судьи: Rick Looker Patrik Sjoberg |
|                                                                                       |             |         |                     | Судьи: Rick Looker Patrik Sjoberg |
|                                                                                       |             |         |                     | Судьи: Rick Looker Patrik Sjoberg |
| 6 мин                                                                                 | Штраф       | 12 мин  |                     | Судьи: Rick Looker Patrik Sjoberg |
|                                                                                       |             |         |                     |                                   |
|                                                                                       | 32          | Броски  | 18                  |                                   |

| 15 Мая 20:15 | Россия | 3 : 2 (1 : 0, 1 : 1, 1 : 1) | Германия | Ланксесс-Арена, Кёльн Зрителей: 18 343 |

| Отчёт | Отчёт                         | Отчёт                                                                               | Отчёт                 | Отчёт                               |
| --- | ----------------------------- | ----------------------------------------------------------------------------------- | --------------------- | ----------------------------------- |
| |                               |                                                                                     |                       |                                     |
| | Семён Варламов                | Вратари                                                                             | Дмитрий Кочнев(59:15) | Судьи: Milan Minar Vladimir Sindler |
| | Голы:                         |                                                                                     |                       | Судьи: Milan Minar Vladimir Sindler |
| И. Ковальчук (А. Фролов, А. Емелин) — 14:20 Н. Кулёмин (М. Афиногенов, В. Козлов) — 26:10 А. Овечкин (А. Семин) — 49:46 | 1 : 0 2 : 0 2 : 1 3 : 1 3 : 2 | 39:59 — К. Эрхофф (М. Вольф, К. Хоспельт) 53:39 — А. Барта (Д. Кройцер, С. Фельски) |                       | Судьи: Milan Minar Vladimir Sindler |
| |                               |                                                                                     |                       | Судьи: Milan Minar Vladimir Sindler |
| |                               |                                                                                     |                       | Судьи: Milan Minar Vladimir Sindler |
| |                               |                                                                                     |                       | Судьи: Milan Minar Vladimir Sindler |
| 8 мин | Штраф                         | 8 мин                                                                               |                       | Судьи: Milan Minar Vladimir Sindler |
| |                               |                                                                                     |                       |                                     |
| | 36                            | Броски                                                                              | 34                    |                                     |

| 16 Мая 16:15 | Дания | 1 : 6 (0 : 2, 1 : 1, 0 : 3) | Россия | Ланксесс-Арена, Кёльн Зрителей: 5789 |

| Отчёт                                           | Отчёт                                     | Отчёт | Отчёт            | Отчёт                              |
| ----------------------------------------------- | ----------------------------------------- | --- | ---------------- | ---------------------------------- |
|                                                 |                                           | |                  |                                    |
|                                                 | Фредерик Андерсен                         | Вратари | Василий Кошечкин | Судьи: Ole Hansen Christer Larking |
|                                                 | Голы:                                     | |                  | Судьи: Ole Hansen Christer Larking |
| М. Кристенсен (П. Регин, М. Греэн) (PP) — 25:02 | 0 : 1 0 : 2 1 : 2 1 : 3 1 : 4 1 : 5 1 : 6 | 15:07 — П. Дацюк (И. Ковальчук, Е. Малкин) 19:12 — А. Овечкин (С. Фёдоров) (SH) 33:40 — Е. Малкин (И. Ковальчук, П. Дацюк) (PP) 47:51 — П. Дацюк (Е. Малкин, И. Ковальчук) 50:51 — П. Дацюк (PS) 52:26 — Н. Кулёмин (М. Афиногенов, А. Анисимов) |                  | Судьи: Ole Hansen Christer Larking |
|                                                 |                                           | |                  | Судьи: Ole Hansen Christer Larking |
|                                                 |                                           | |                  | Судьи: Ole Hansen Christer Larking |
|                                                 |                                           | |                  | Судьи: Ole Hansen Christer Larking |
| 10 мин                                          | Штраф                                     | 12 мин |                  | Судьи: Ole Hansen Christer Larking |
|                                                 |                                           | |                  |                                    |
|                                                 | 31                                        | Броски | 32               |                                    |

| 16 Мая 20:15 | Германия | 1 : 2 ОТ (0 : 1, 0 : 0, 1 : 0) (ОТ: 0 : 1) | Беларусь | Ланксесс-Арена, Кёльн Зрителей: 11 748 |

| Отчёт                                   | Отчёт                       | Отчёт                                                                                        | Отчёт                | Отчёт                             |
| --------------------------------------- | --------------------------- | -------------------------------------------------------------------------------------------- | -------------------- | --------------------------------- |
|                                         |                             |                                                                                              |                      |                                   |
|                                         | Деннис Эндрас (58:59-59:06) | Вратари                                                                                      | Андрей Мезин (59:07) | Судьи: Marc Muylaert Chris Savage |
|                                         | Голы:                       |                                                                                              |                      | Судьи: Marc Muylaert Chris Savage |
| М. Мюллер (С. Фельски, Ф. Шютц) — 59:06 | 0 : 1 1 : 1 1 : 2           | 6:43 — А. Михалёв (Я. Чуприс, Е. Ковыршин) 64:45 — А. Калюжный (М. Грабовский, А. Макрицкий) |                      | Судьи: Marc Muylaert Chris Savage |
|                                         |                             |                                                                                              |                      | Судьи: Marc Muylaert Chris Savage |
|                                         |                             |                                                                                              |                      | Судьи: Marc Muylaert Chris Savage |
|                                         |                             |                                                                                              |                      | Судьи: Marc Muylaert Chris Savage |
| 8 мин                                   | Штраф                       | 2 мин                                                                                        |                      | Судьи: Marc Muylaert Chris Savage |
|                                         |                             |                                                                                              |                      |                                   |
|                                         | 34                          | Броски                                                                                       | 21                   |                                   |

| 17 Мая 16:15 | Финляндия | 5 : 2 (0 : 0, 3 : 0, 2 : 2) | Словакия | Ланксесс-Арена, Кёльн Зрителей: 3474 |

| Отчёт | Отчёт                                     | Отчёт                                                                        | Отчёт                                            | Отчёт                           |
| --- | ----------------------------------------- | ---------------------------------------------------------------------------- | ------------------------------------------------ | ------------------------------- |
| |                                           |                                                                              |                                                  |                                 |
| | Пекка Ринне                               | Вратари                                                                      | Петер Будай Ростислав Станя (40:00-58:24, 58:54) | Судьи: Milan Minar Chris Savage |
| | Голы:                                     |                                                                              |                                                  | Судьи: Milan Minar Chris Savage |
| П. Контиола (Т. Яакола, С. Капанен) — 29:20 П. Нуммелин (Р. Халь) — 30:13 Ю. Йокинен (П. Нуммелин, П. Пуйстола) — 33:26 Ю. Йокинен (П. Нуммелин, А. Миеттинен) — 56:34 Ю. Аалтонен (Я. Нискала, П. Ринне) (ENG) — 58:54 | 1 : 0 2 : 0 3 : 0 3 : 1 4 : 1 4 : 2 5 : 2 | 41:58 — Т. Татар (Т. Староста) 58:01 — В. Михалик (Т. Староста, М. Бартович) |                                                  | Судьи: Milan Minar Chris Savage |
| |                                           |                                                                              |                                                  | Судьи: Milan Minar Chris Savage |
| |                                           |                                                                              |                                                  | Судьи: Milan Minar Chris Savage |
| |                                           |                                                                              |                                                  | Судьи: Milan Minar Chris Savage |
| 6 мин | Штраф                                     | 8 мин                                                                        |                                                  | Судьи: Milan Minar Chris Savage |
| |                                           |                                                                              |                                                  |                                 |
| | 35                                        | Броски                                                                       | 29                                               |                                 |

| 17 Мая 20:15 | Беларусь | 2 : 1 (0 : 1, 1: 0, 1 : 0) | Дания | Ланксесс-Арена, Кёльн Зрителей: 3257 |

| Отчёт                                                                                | Отчёт             | Отчёт                                   | Отчёт                   | Отчёт                               |
| ------------------------------------------------------------------------------------ | ----------------- | --------------------------------------- | ----------------------- | ----------------------------------- |
|                                                                                      |                   |                                         |                         |                                     |
|                                                                                      | Виталий Коваль    | Вратари                                 | Патрик Голбрайт (59:47) | Судьи: Rick Looker Vladimir Sindler |
|                                                                                      | Голы:             |                                         |                         | Судьи: Rick Looker Vladimir Sindler |
| А. Стась (А. Угаров, А. Калюжный) — 36:31 М. Стефанович (М. Грабовский) (PP) — 57:49 | 0 : 1 1 : 1 2 : 1 | 0:38 — Л. Эллер (М. Мадсен, Ф. Нильсен) |                         | Судьи: Rick Looker Vladimir Sindler |
|                                                                                      |                   |                                         |                         | Судьи: Rick Looker Vladimir Sindler |
|                                                                                      |                   |                                         |                         | Судьи: Rick Looker Vladimir Sindler |
|                                                                                      |                   |                                         |                         | Судьи: Rick Looker Vladimir Sindler |
| 10 мин                                                                               | Штраф             | 16 мин                                  |                         | Судьи: Rick Looker Vladimir Sindler |
|                                                                                      |                   |                                         |                         |                                     |
|                                                                                      | 27                | Броски                                  | 28                      |                                     |

| 18 Мая 16:15 | Словакия | 1 : 2 (0 : 1, 1 : 1, 0 : 0) | Германия | Ланксесс-Арена, Кёльн Зрителей: 15 137 |

| Отчёт                              | Отчёт               | Отчёт                                                                  | Отчёт         | Отчёт                            |
| ---------------------------------- | ------------------- | ---------------------------------------------------------------------- | ------------- | -------------------------------- |
|                                    |                     |                                                                        |               |                                  |
|                                    | Петер Будай (59:07) | Вратари                                                                | Деннис Эндрас | Судьи: Ole Hansen Patrik Sjoberg |
|                                    | Голы:               |                                                                        |               | Судьи: Ole Hansen Patrik Sjoberg |
| М. Сватош (Д. Граняк) (PP) — 39:17 | 0 : 1 0 : 2 1 : 2   | 7:19 — А. Барта (Д. Кройцер) 24:42 — Д. Кройцер (А. Барта, С. Фельски) |               | Судьи: Ole Hansen Patrik Sjoberg |
|                                    |                     |                                                                        |               | Судьи: Ole Hansen Patrik Sjoberg |
|                                    |                     |                                                                        |               | Судьи: Ole Hansen Patrik Sjoberg |
|                                    |                     |                                                                        |               | Судьи: Ole Hansen Patrik Sjoberg |
| 8 мин                              | Штраф               | 6 мин                                                                  |               | Судьи: Ole Hansen Patrik Sjoberg |
|                                    |                     |                                                                        |               |                                  |
|                                    | 22                  | Броски                                                                 | 26            |                                  |

| 18 Мая 20:15 | Россия | 5 : 0 (1 : 0, 2 : 0) | Финляндия | Ланксесс-Арена, Кёльн Зрителей: 11 687 |

| Отчёт | Отчёт                         | Отчёт   | Отчёт         | Отчёт                            |
| --- | ----------------------------- | ------- | ------------- | -------------------------------- |
| |                               |         |               |                                  |
| | Семён Варламов                | Вратари | Петри Веханен | Судьи: Rick Looker Marc Muylaert |
| | Голы:                         |         |               | Судьи: Rick Looker Marc Muylaert |
| С. Фёдоров (А. Сёмин, А. Овечкин) (PP) — 16:42 Е. Малкин (И. Ковальчук, С. Гончар) (PP) — 33:52 Н. Кулёмин (М. Афиногенов, А. Анисимов) — 34:02 А. Емелин (И. Ковальчук) — 42:15 М. Афиногенов (Д. Куликов) — 42:55 | 1 : 0 2 : 0 3 : 0 4 : 0 5 : 0 |         |               | Судьи: Rick Looker Marc Muylaert |
| |                               |         |               | Судьи: Rick Looker Marc Muylaert |
| |                               |         |               | Судьи: Rick Looker Marc Muylaert |
| |                               |         |               | Судьи: Rick Looker Marc Muylaert |
| 22 мин | Штраф                         | 32 мин  |               | Судьи: Rick Looker Marc Muylaert |
| |                               |         |               |                                  |
| | 35                            | Броски  | 36            |                                  |

### Группа F
Положение команд в турнирной таблице:
| М | Команда   | И | В | ВО | ПО | П | ГЗ | ГП | РГ  | О  |
| - | --------- | - | - | -- | -- | - | -- | -- | --- | -- |
| 1 | Швеция    | 5 | 4 | 0  | 0  | 1 | 18 | 7  | +11 | 12 |
| 2 | Швейцария | 5 | 3 | 0  | 0  | 2 | 12 | 12 | 0   | 9  |
| 3 | Чехия     | 5 | 3 | 0  | 0  | 2 | 12 | 10 | +2  | 9  |
| 4 | Канада    | 5 | 2 | 0  | 0  | 3 | 22 | 12 | +10 | 6  |
| 5 | Норвегия  | 5 | 2 | 0  | 0  | 3 | 9  | 26 | −17 | 6  |
| 6 | Латвия    | 5 | 1 | 0  | 0  | 4 | 10 | 16 | −6  | 3  |

Время начала матчей местное (UTC+2).
| 14 Мая 16:15 | Канада | 12 : 1 (1 : 1, 7 : 0, 4 : 0) | Норвегия | САП-Арена, Мангейм Зрителей: 2670 |

| Отчёт | Отчёт                                                                            | Отчёт            | Отчёт                                | Отчёт                                |
| --- | -------------------------------------------------------------------------------- | ---------------- | ------------------------------------ | ------------------------------------ |
| |                                                                                  |                  |                                      |                                      |
| | Крис Мэйсон (Чед Джонсон, 40:00).                                                | Вратари          | Рубен Смит (Андре Лисенстон, 45:57). | Судьи: Vladimir Baluska Jari Levonen |
| | Голы:                                                                            |                  |                                      | Судьи: Vladimir Baluska Jari Levonen |
| Э. Кейн (М. Стаал) — 13:09 К. Перри (К. Рассел, Р. Уитни) (PP) — 23:51 М. Джиордано (М. Дюшен, Д. Эберле) — 33:12 Д. Таварес (PP) — 36:42 Р. Певерли (Э. Кейн, Д. Эберле) — 37:27 С. Дауни (С. Отт) — 38:16 Р. Уитни (Б. Бёрнс) (PP2) — 39:06 Э. Кейн (Д. Эберле, Р. Певерли) (PP) — 39:48 Д. Эберле (Р. Певерли) (PP) — 40:39 Д. Таварес (К. Перри) — 45:57 Д. Таварес (Б. Бёрнс) — 49:18 М. Дюшен (Ф. Бошемен, Р. Уитни) — 50:18 | 0 : 1 1 : 1 2 : 1 3 : 1 4 : 1 5 : 1 6 : 1 7 : 1 8 : 1 9 : 1 10 : 1 11 : 1 12 : 1 | 01:35 — Й. Холёс |                                      | Судьи: Vladimir Baluska Jari Levonen |
| |                                                                                  |                  |                                      | Судьи: Vladimir Baluska Jari Levonen |
| |                                                                                  |                  |                                      | Судьи: Vladimir Baluska Jari Levonen |
| |                                                                                  |                  |                                      | Судьи: Vladimir Baluska Jari Levonen |
| 8 мин | Штраф                                                                            | 31 мин           |                                      | Судьи: Vladimir Baluska Jari Levonen |
| |                                                                                  |                  |                                      |                                      |
| | 44                                                                               | Броски           | 19                                   |                                      |

| 14 Мая 20:15 | Швеция | 4 : 2 (3 : 1, 0 : 0, 1 : 1) | Латвия | САП-Арена, Мангейм Зрителей: 3078 |

| Отчёт | Отчёт                               | Отчёт                                                          | Отчёт            | Отчёт                                |
| --- | ----------------------------------- | -------------------------------------------------------------- | ---------------- | ------------------------------------ |
| |                                     |                                                                |                  |                                      |
| | Якоб Маркстрём                      | Вратари                                                        | Эдгар Масальскис | Судьи: Daniel Konc Daniel Piechaczek |
| | Голы:                               |                                                                |                  | Судьи: Daniel Konc Daniel Piechaczek |
| М. Пяяйарви Свенссон (В. Хедман) — 0:31 О. Экман Ларссон (Ф. Петтерссон, М. Нюландер) — 5:08 М. Нюландер (Р. Валлин, К. Бэкмен) — 14:30 Т. Мортенссон (К. Гуннарссон, М. Пяяйарви Свенссон) — 58:00 | 1 : 0 1 : 1 2 : 1 3 : 1 3 : 2 4 : 2 | 0:56 — М. Карсумс (Я. Спруктс) 45:01 — М. Карсумс (Я. Спруктс) |                  | Судьи: Daniel Konc Daniel Piechaczek |
| |                                     |                                                                |                  | Судьи: Daniel Konc Daniel Piechaczek |
| |                                     |                                                                |                  | Судьи: Daniel Konc Daniel Piechaczek |
| |                                     |                                                                |                  | Судьи: Daniel Konc Daniel Piechaczek |
| 8 мин | Штраф                               | 4 мин                                                          |                  | Судьи: Daniel Konc Daniel Piechaczek |
| |                                     |                                                                |                  |                                      |
| | 36                                  | Броски                                                         | 21               |                                      |

| 15 Мая 20:15 | Швейцария | 3 : 2 (2 : 0, 1 : 2, 0 : 0) | Чехия | САП-Арена, Мангейм Зрителей: 7206 |

| Отчёт | Отчёт                         | Отчёт                                                         | Отчёт               | Отчёт                                   |
| --- | ----------------------------- | ------------------------------------------------------------- | ------------------- | --------------------------------------- |
| |                               |                                                               |                     |                                         |
| | Мартин Гербер                 | Вратари                                                       | Томаш Вокоун(58:05) | Судьи: Rafael Kadyrov Konstantin Olenin |
| | Голы:                         |                                                               |                     | Судьи: Rafael Kadyrov Konstantin Olenin |
| М. Плюсс (Г. Безина, И. Рутеманн) — 4:13 А. Амбуль (Д. Брюннер, Т. Монне) — 14:07 А. Амбуль (Т. Хелблинг) — 31:47 | 1 : 0 2 : 0 2 : 1 3 : 1 3 : 2 | 24:07 — Я. Марек (Я. Ворачек) 34:41 — М. Блатяк (Р. Червенка) |                     | Судьи: Rafael Kadyrov Konstantin Olenin |
| |                               |                                                               |                     | Судьи: Rafael Kadyrov Konstantin Olenin |
| |                               |                                                               |                     | Судьи: Rafael Kadyrov Konstantin Olenin |
| |                               |                                                               |                     | Судьи: Rafael Kadyrov Konstantin Olenin |
| 4 мин | Штраф                         | 8 мин                                                         |                     | Судьи: Rafael Kadyrov Konstantin Olenin |
| |                               |                                                               |                     |                                         |
| | 24                            | Броски                                                        | 32                  |                                         |

| 16 Мая 16:15 | Латвия | 5 : 0 (0 : 0, 0 : 0, 5 : 0) | Норвегия | САП-Арена, Мангейм Зрителей: 1925 |

| Отчёт | Отчёт                         | Отчёт   | Отчёт                    | Отчёт                               |
| --- | ----------------------------- | ------- | ------------------------ | ----------------------------------- |
| |                               |         |                          |                                     |
| | Эдгар Масальскис              | Вратари | Пол Гротнес(57:45-58:25) | Судьи: Vladimir Baluska Daniel Konc |
| | Голы:                         |         |                          | Судьи: Vladimir Baluska Daniel Konc |
| Л. Дарзиньш, (К. Сотниекс, А. Джериньш) — 42:06 М. Ципулис, (А. Ниживий, Х. Васильев) (PP) — 48:45 Я. Спруктс (Г. Галвиньш, К. Даугавиньш) (PP) — 57:02 Я. Спруктс (ENG) — 58:25 Г. Галвиньш (А. Ерофеев) — 59:54 | 1 : 0 2 : 0 3 : 0 4 : 0 5 : 0 |         |                          | Судьи: Vladimir Baluska Daniel Konc |
| |                               |         |                          | Судьи: Vladimir Baluska Daniel Konc |
| |                               |         |                          | Судьи: Vladimir Baluska Daniel Konc |
| |                               |         |                          | Судьи: Vladimir Baluska Daniel Konc |
| 12 мин | Штраф                         | 12 мин  |                          | Судьи: Vladimir Baluska Daniel Konc |
| |                               |         |                          |                                     |
| | 29                            | Броски  | 30                       |                                     |

| 16 Мая 20:15 | Швеция | 3 : 1 (1 : 0, 2 : 0, 0 : 1) | Канада | САП-Арена, Мангейм Зрителей: 4289 |

| Отчёт | Отчёт                   | Отчёт           | Отчёт                                             | Отчёт                              |
| --- | ----------------------- | --------------- | ------------------------------------------------- | ---------------------------------- |
| |                         |                 |                                                   |                                    |
| | Юнас Густавссон         | Вратари         | Крис Мэйсон (24:51-57:56,59:44-60:00) Чед Джонсон | Судьи: Tom Laaksonen Thomas Sterns |
| | Голы:                   |                 |                                                   | Судьи: Tom Laaksonen Thomas Sterns |
| Ю. Харью (А. Энквист, О. Экман Ларссон) — 2:35 Й. Андерссон (Д. Эриксон) — 21.47 Й. Андерссон (Н. Перссон) — 24:51 | 1 : 0 2 : 0 3 : 0 3 : 1 | 46:57 — Б. Лэйч |                                                   | Судьи: Tom Laaksonen Thomas Sterns |
| |                         |                 |                                                   | Судьи: Tom Laaksonen Thomas Sterns |
| |                         |                 |                                                   | Судьи: Tom Laaksonen Thomas Sterns |
| |                         |                 |                                                   | Судьи: Tom Laaksonen Thomas Sterns |
| 6 мин | Штраф                   | 4 мин           |                                                   | Судьи: Tom Laaksonen Thomas Sterns |
| |                         |                 |                                                   |                                    |
| | 32                      | Броски          | 33                                                |                                    |

| 17 Мая 16:15 | Норвегия | 3 : 2 (3 : 1, 0 : 0, 0 : 1) | Швейцария | САП-Арена, Мангейм Зрителей: 1896 |

| Отчёт | Отчёт                         | Отчёт                                                              | Отчёт                 | Отчёт                                |
| --- | ----------------------------- | ------------------------------------------------------------------ | --------------------- | ------------------------------------ |
| |                               |                                                                    |                       |                                      |
| | Пол Гротнес                   | Вратари                                                            | Мартин Гербер (59:20) | Судьи: Daniel Konc Konstantin Olenin |
| | Голы:                         |                                                                    |                       | Судьи: Daniel Konc Konstantin Olenin |
| А. Бастиансен (М. Олимб, Л. Спетс) — 3:55 Л. Спетс (А. Бастиансен, М. Олимб) — 6:53 М. Аасен (У. Толлефсен, А. Фредриксенn) — 18:39 | 1 : 0 2 : 0 2 : 1 3 — 1 3 — 2 | 7:49 — Т. Монне (Д. Брюннер, А. Амбуль) 57:49 Ж. Воклер (М. Зегер) |                       | Судьи: Daniel Konc Konstantin Olenin |
| |                               |                                                                    |                       | Судьи: Daniel Konc Konstantin Olenin |
| |                               |                                                                    |                       | Судьи: Daniel Konc Konstantin Olenin |
| |                               |                                                                    |                       | Судьи: Daniel Konc Konstantin Olenin |
| 4 мин | Штраф                         | 4 мин                                                              |                       | Судьи: Daniel Konc Konstantin Olenin |
| |                               |                                                                    |                       |                                      |
| | 15                            | Броски                                                             | 45                    |                                      |

| 17 Мая 20:15 | Чехия | 3 : 1 (0 : 0, 2 : 0, 1 : 1) | Латвия | САП-Арена, Мангейм Зрителей: 3354 |

| Отчёт                                                                                                  | Отчёт                   | Отчёт                            | Отчёт            | Отчёт                                   |
| --- | ----------------------- | -------------------------------- | ---------------- | --------------------------------------- |
| |                         |                                  |                  |                                         |
| | Томаш Вокоун            | Вратари                          | Эдгар Масальскис | Судьи: Rafail Kadyrov Daniel Piechaczek |
| | Голы:                   |                                  |                  | Судьи: Rafail Kadyrov Daniel Piechaczek |
| Т. Ролинек (П. Кукал) (SH) — 22:21 Т. Ролинек (П. Кукал) (SH) — 37:51 Р. Червенка (И. Новотны) — 52:51 | 1 : 0 2 : 0 2 : 1 3 : 1 | 52:05 — С. Печура (К. Саулиетис) |                  | Судьи: Rafail Kadyrov Daniel Piechaczek |
| |                         |                                  |                  | Судьи: Rafail Kadyrov Daniel Piechaczek |
| |                         |                                  |                  | Судьи: Rafail Kadyrov Daniel Piechaczek |
| |                         |                                  |                  | Судьи: Rafail Kadyrov Daniel Piechaczek |
| 14 мин                                                                                                 | Штраф                   | 10 мин                           |                  | Судьи: Rafail Kadyrov Daniel Piechaczek |
| |                         |                                  |                  |                                         |
| | 32                      | Броски                           | 26               |                                         |

| 18 Мая 16:15 | Канада | 2 : 3 (1 : 1, 0 : 2, 1 : 0) | Чехия | САП-Арена, Мангейм Зрителей: 6466 |

| Отчёт                                                                         | Отчёт                            | Отчёт | Отчёт        | Отчёт                             |
| ----------------------------------------------------------------------------- | -------------------------------- | --- | ------------ | --------------------------------- |
|                                                                               |                                  | |              |                                   |
|                                                                               | Крис Мэйсон (58:03-58:49, 59:05) | Вратари | Томаш Вокоун | Судьи: Jari Levonen Thomas Sterns |
|                                                                               | Голы:                            | |              | Судьи: Jari Levonen Thomas Sterns |
| Р. Уитни (М. Джиордано, К. Мэйсон) (PP) — 6:59 М. Дюшейн (М. Рэймонд) — 58:49 | 1 : 0 1 : 1 1 : 2 1 : 3 2 : 3    | 18:20 — Л. Каспар (И. Новотны) (SH) 32:19 — Я. Ягр (П. Вампола, О. Немец) 38:18 — Я. Клепиш (М. Розсивал, Т. Вокоун) (PP) |              | Судьи: Jari Levonen Thomas Sterns |
|                                                                               |                                  | |              | Судьи: Jari Levonen Thomas Sterns |
|                                                                               |                                  | |              | Судьи: Jari Levonen Thomas Sterns |
|                                                                               |                                  | |              | Судьи: Jari Levonen Thomas Sterns |
| 34 мин                                                                        | Штраф                            | 24 мин |              | Судьи: Jari Levonen Thomas Sterns |
|                                                                               |                                  | |              |                                   |
|                                                                               | 30                               | Броски | 36           |                                   |

| 18 Мая 20:15 | Швейцария | 0 : 5 (0 : 1, 0 : 2, 0 : 2) | Швеция | САП-Арена, Мангейм Зрителей: 5757 |

| Отчёт | Отчёт                         | Отчёт | Отчёт          | Отчёт                                 |
| ----- | ----------------------------- | --- | -------------- | ------------------------------------- |
|       |                               | |                |                                       |
|       | Тобиас Штефан                 | Вратари | Якоб Маркстрём | Судьи: Vladimir Baluska Tom Laaksonen |
|       | Голы:                         | |                | Судьи: Vladimir Baluska Tom Laaksonen |
|       | 0 : 1 0 : 2 0 : 3 0 : 4 0 : 5 | 3:02 — М. Пяяйарви Свенссон (Т. Мортенссон) 20:48 — Ю. Харью (Э. Карлссон, Д. Эриксон) 23:40 — В. Хедман (Т. Мортенссон) 43:53 — Ф. Петтерссон (Д. Эриксон) 44:41 — Т. Мортенссон (М. Пяяйарви Свенссон, М. Нильсон) |                | Судьи: Vladimir Baluska Tom Laaksonen |
|       |                               | |                | Судьи: Vladimir Baluska Tom Laaksonen |
|       |                               | |                | Судьи: Vladimir Baluska Tom Laaksonen |
|       |                               | |                | Судьи: Vladimir Baluska Tom Laaksonen |
| 4 мин | Штраф                         | 4 мин |                | Судьи: Vladimir Baluska Tom Laaksonen |
|       |                               | |                |                                       |
|       | 28                            | Броски | 25             |                                       |

## Утешительный раунд
|  | Условные цветовые обозначения                                 |
|  | ------------------------------------------------------------- |
|  | Команда, остающаяся в ТОП-дивизионе чемпионата мира 2011 года |
|  | Команда, переходящая в I-й дивизион чемпионата мира 2011 года |

### Группа G
Положение команд в турнирной таблице:
| М | Команда   | И | В | ВО | ПО | П | ГЗ | ГП | РГ  | О |
| - | --------- | - | - | -- | -- | - | -- | -- | --- | - |
| 1 | США       | 3 | 2 | 1  | 0  | 0 | 17 | 2  | +15 | 8 |
| 2 | Франция   | 3 | 2 | 0  | 0  | 1 | 7  | 8  | −1  | 6 |
| 3 | Италия    | 3 | 1 | 0  | 1  | 1 | 5  | 6  | −1  | 4 |
| 4 | Казахстан | 3 | 0 | 0  | 0  | 3 | 4  | 17 | −13 | 0 |

Время начала матчей местное (UTC+2).
| 15 мая 16:15 | США | 10 : 0 (4 : 0, 5 : 0, 1 : 0) | Казахстан | Ланксесс-Арена, Кёльн Зрителей: 4529 |

| Отчёт | Отчёт                                                        | Отчёт   | Отчёт                                | Отчёт                             |
| --- | ------------------------------------------------------------ | ------- | ------------------------------------ | --------------------------------- |
| |                                                              |         |                                      |                                   |
| | Скотт Клемменсен Бен Бишоп                                   | Вратари | Алексей Кузнецов Павел Житков(20:00) | Судьи: Marc Muylaert Chris Savage |
| | Голы:                                                        |         |                                      | Судьи: Marc Muylaert Chris Savage |
| Ти Джей Оши (К. Окпосо, М. Грин) — 0:55 К. Окпосо (Ти-Джей Оши, Ти-Джей Гальярди) — 1:13 М. Гилрой (Б. Дубински) (PP) — 6:53 М. Гилрой (Ти-Джей Оши, Ти-Джей Гальярди) — 10:20 Н. Фолиньо (Б. Дубински) — 28:03 Р. Потульны (Б. Дубински, К. Яндл) (PP) — 36:34 М. Гилрой (Р. Потульны, Б. Дубински) — 36:46 Б. Дубински (Э. Грин) (PP2) — 38:44 Т. Кеннеди (К. Хансон, Д. Хиллен) (PP) — 39:29 К. Крайдер (Р. Картер) — 58:57 | 1 : 0 2 : 0 3 : 0 4 : 0 5 : 0 6 : 0 7 : 0 8 : 0 9 : 0 10 : 0 |         |                                      | Судьи: Marc Muylaert Chris Savage |
| |                                                              |         |                                      | Судьи: Marc Muylaert Chris Savage |
| |                                                              |         |                                      | Судьи: Marc Muylaert Chris Savage |
| |                                                              |         |                                      | Судьи: Marc Muylaert Chris Savage |
| 4 мин | Штраф                                                        | 26 мин  |                                      | Судьи: Marc Muylaert Chris Savage |
| |                                                              |         |                                      |                                   |
| | 45                                                           | Броски  | 28                                   |                                   |

| 15 мая 16:15 | Италия | 1 : 2 (0 : 1, 0 : 0, 1 : 1) | Франция | САП-Арена, Мангейм Зрителей: 3173 |

| Отчёт                                                    | Отчёт              | Отчёт                                                                                 | Отчёт        | Отчёт                           |
| -------------------------------------------------------- | ------------------ | ------------------------------------------------------------------------------------- | ------------ | ------------------------------- |
|                                                          |                    |                                                                                       |              |                                 |
|                                                          | Даниэль Беллиссимо | Вратари                                                                               | Фабрис Ланри | Судьи: Tom Laaksonen Tom Sterns |
|                                                          | Голы:              |                                                                                       |              | Судьи: Tom Laaksonen Tom Sterns |
| М. Страццабоско (К. Боргателло, Р. Рамозер) (PP) — 51:04 | 0 : 1 0 : 2 1 : 2  | 4:34 — Б. Амар (С. Да Коста, П. Белльмар) 43:14 — Л. Гра (К. Экфёй, П. Белльмар) (PP) |              | Судьи: Tom Laaksonen Tom Sterns |
|                                                          |                    |                                                                                       |              | Судьи: Tom Laaksonen Tom Sterns |
|                                                          |                    |                                                                                       |              | Судьи: Tom Laaksonen Tom Sterns |
|                                                          |                    |                                                                                       |              | Судьи: Tom Laaksonen Tom Sterns |
| 6 мин                                                    | Штраф              | 8 мин                                                                                 |              | Судьи: Tom Laaksonen Tom Sterns |
|                                                          |                    |                                                                                       |              |                                 |
|                                                          | 28                 | Броски                                                                                | 22           |                                 |

| 16 мая 12:15 | Франция | 0 : 4 (0 : 0, 0 : 2, 0 : 2) | США | Ланксесс-Арена, Кёльн Зрителей: 4325 |

| Отчёт | Отчёт                   | Отчёт | Отчёт            | Отчёт                                  |
| ----- | ----------------------- | --- | ---------------- | -------------------------------------- |
|       |                         | |                  |                                        |
|       | Эдди Фери               | Вратари | Скотт Клемменсен | Судьи: Vladimir Sindler Patrik Sjoberg |
|       | Голы:                   | |                  | Судьи: Vladimir Sindler Patrik Sjoberg |
|       | 0 : 1 0 : 2 0 : 3 0 : 4 | 24:49 — Н. Фолиньо (Д. Джонсон, Б. Дубински) 34:06 — Б. Дубински (Д. Мосс, М. Лундин) 41:36 — Ти Джей Оши (Ти-Джей Гальярди, К. Яндл) (PP) 53:41 — Н. Фолиньо (Б. Дубински, Д. Мосс) |                  | Судьи: Vladimir Sindler Patrik Sjoberg |
|       |                         | |                  | Судьи: Vladimir Sindler Patrik Sjoberg |
|       |                         | |                  | Судьи: Vladimir Sindler Patrik Sjoberg |
|       |                         | |                  | Судьи: Vladimir Sindler Patrik Sjoberg |
| 8 мин | Штраф                   | 2 мин |                  | Судьи: Vladimir Sindler Patrik Sjoberg |
|       |                         | |                  |                                        |
|       | 10                      | Броски | 31               |                                        |

| 16 мая 12:15 | Италия | 2 : 1 (0 : 0, 0 : 0, 2 : 1) | Казахстан | САП-Арена, Мангейм Зрителей: 1934 |

| Отчёт                                                                                     | Отчёт              | Отчёт                                   | Отчёт           | Отчёт                                 |
| ----------------------------------------------------------------------------------------- | ------------------ | --------------------------------------- | --------------- | ------------------------------------- |
|                                                                                           |                    |                                         |                 |                                       |
|                                                                                           | Даниэль Беллиссимо | Вратари                                 | Виталий Еремеев | Судьи: Jari Levonen Daniel Piechaczek |
|                                                                                           | Голы:              |                                         |                 | Судьи: Jari Levonen Daniel Piechaczek |
| К. Боргателло (А. Эггер, М. Соуза) — 46:43 М. Соуза (А. Эджер, Д. Сканделла) (PP) — 49:30 | 0 : 1 1 : 1 2 : 1  | 44:37 — Р. Старченко (К. Шафранов) (PP) |                 | Судьи: Jari Levonen Daniel Piechaczek |
|                                                                                           |                    |                                         |                 | Судьи: Jari Levonen Daniel Piechaczek |
|                                                                                           |                    |                                         |                 | Судьи: Jari Levonen Daniel Piechaczek |
|                                                                                           |                    |                                         |                 | Судьи: Jari Levonen Daniel Piechaczek |
| 10 мин                                                                                    | Штраф              | 10 мин                                  |                 | Судьи: Jari Levonen Daniel Piechaczek |
|                                                                                           |                    |                                         |                 |                                       |
|                                                                                           | 26                 | Броски                                  | 33              |                                       |

| 18 мая 12:15 | США | 3 : 2 Б (1 : 0, 0 : 1, 1 : 1) (ОТ: 0 : 0) (Б: 1 : 0) | Италия | Ланксесс-Арена, Кёльн Зрителей: 5864 |

| Отчёт | Отчёт                         | Отчёт                                                                       | Отчёт                      | Отчёт                               |
| --- | ----------------------------- | --------------------------------------------------------------------------- | -------------------------- | ----------------------------------- |
| |                               |                                                                             |                            |                                     |
| | Скотт Клемменсен              | Вратари                                                                     | Даниэль Беллиссимо (59:24) | Судьи: Christer Larking Milan Minar |
| | Голы:                         |                                                                             |                            | Судьи: Christer Larking Milan Minar |
| Б. Дубински (Э. Грин, Р. Потульны) (PP) — 11:45 Р. Потульны (Б. Дубински, М. Гилрой) (PP) — 51:08 Ти Джей Оши — 65:00 (Б) | 1 : 0 1 : 1 1 : 2 2 : 2 3 : 2 | 34:00 — Д. Сканделла (М. Соуза) 46:49 — С. Маргони (Т. Джонсон, П. Ианноне) |                            | Судьи: Christer Larking Milan Minar |
| |                               |                                                                             |                            | Судьи: Christer Larking Milan Minar |
| |                               |                                                                             |                            | Судьи: Christer Larking Milan Minar |
| |                               |                                                                             |                            | Судьи: Christer Larking Milan Minar |
| 8 мин | Штраф                         | 14 мин                                                                      |                            | Судьи: Christer Larking Milan Minar |
| |                               |                                                                             |                            |                                     |
| | 52                            | Броски                                                                      | 28                         |                                     |

| 18 мая 12:15 | Казахстан | 3 : 5 (2 : 3, 0 : 1, 1 : 1) | Франция | САП-Арена, Мангейм Зрителей: 7845 |

| Отчёт | Отчёт                                           | Отчёт | Отчёт        | Отчёт                                   |
| --- | ----------------------------------------------- | --- | ------------ | --------------------------------------- |
| |                                                 | |              |                                         |
| | Виталий Еремеев                                 | Вратари | Фабрис Ланри | Судьи: Rafail Kadyrov Konstantin Olenin |
| | Голы:                                           | |              | Судьи: Rafail Kadyrov Konstantin Olenin |
| Д. Дударев — 10:30 Р. Старченко (М. Семёнов, К. Шафранов) (PP) — 15:55 В. Краснослободцев (А. Васильченко) — 53:18 | 0 : 1 1 : 1 1 : 2 1 : 3 2 : 3 2 : 4 2 : 5 3 : 5 | 8:39 — С. Трей (PP) 12:19 — Л. Мёнье 13:43 — Л. Гра (Л. Тардиф) 29:46 — Б. Амар (Й. Овитю) (PP) 48:42 — П. Белльмар (А. Люсье, Н. Беш) |              | Судьи: Rafail Kadyrov Konstantin Olenin |
| |                                                 | |              | Судьи: Rafail Kadyrov Konstantin Olenin |
| |                                                 | |              | Судьи: Rafail Kadyrov Konstantin Olenin |
| |                                                 | |              | Судьи: Rafail Kadyrov Konstantin Olenin |
| 16 мин | Штраф                                           | 10 мин |              | Судьи: Rafail Kadyrov Konstantin Olenin |
| |                                                 | |              |                                         |
| | 38                                              | Броски | 22           |                                         |

## Плей-офф
|  | Четвертьфиналы | Четвертьфиналы | Четвертьфиналы | Четвертьфиналы | Четвертьфиналы | Четвертьфиналы | Четвертьфиналы | Четвертьфиналы | Четвертьфиналы | Четвертьфиналы |          |        | Полуфиналы | Полуфиналы | Полуфиналы | Полуфиналы        | Полуфиналы        | Полуфиналы        | Полуфиналы        | Полуфиналы        | Полуфиналы        | Полуфиналы        |                   |                   | Финал             | Финал    | Финал    | Финал    | Финал    | Финал    | Финал    | Финал    | Финал    | Финал |
|  |                |                |                |                |                |                |                |                |                |                |          |        |            |            |            |                   |                   |                   |                   |                   |                   |                   |                   |                   |                   |          |          |          |          |          |          |          |          |       |
|  | E2             | Финляндия      | Финляндия      | Финляндия      | Финляндия      | Финляндия      | Финляндия      | Финляндия      | Финляндия      | 1              |          |        |            |            |            |                   |                   |                   |                   |                   |                   |                   |                   |                   |                   |          |          |          |          |          |          |          |          |       |
|  | E2             | Финляндия      | Финляндия      | Финляндия      | Финляндия      | Финляндия      | Финляндия      | Финляндия      | Финляндия      | 1              |          |        |            |            |            |                   |                   |                   |                   |                   |                   |                   |                   |                   |                   |          |          |          |          |          |          |          |          |       |
|  | F3             | Чехия          | Чехия          | Чехия          | Чехия          | Чехия          | Чехия          | Чехия          | Чехия          | 2              |          |        |            |            |            |                   |                   |                   |                   |                   |                   |                   |                   |                   |                   |          |          |          |          |          |          |          |          |       |
|  | F3             | Чехия          | Чехия          | Чехия          | Чехия          | Чехия          | Чехия          | Чехия          | Чехия          | 2              | WQF1     | Чехия  | Чехия      | Чехия      | Чехия      | Чехия             | Чехия             | Чехия             | Чехия             | 3                 |                   |                   |                   |                   |                   |          |          |          |          |          |          |          |          |       |
|  |                |                |                |                |                |                |                |                |                |                | WQF1     | Чехия  | Чехия      | Чехия      | Чехия      | Чехия             | Чехия             | Чехия             | Чехия             | 3                 |                   |                   |                   |                   |                   |          |          |          |          |          |          |          |          |       |
|  |                |                | WQF2           | Швеция         | Швеция         | Швеция         | Швеция         | Швеция         | Швеция         | Швеция         | Швеция   | 2      |            |            |            |                   |                   |                   |                   |                   |                   |                   |                   |                   |                   |          |          |          |          |          |          |          |          |       |
|  | F1             | Швеция         | Швеция         | Швеция         | Швеция         | Швеция         | Швеция         | Швеция         | Швеция         | Швеция         | Швеция   | 2      | 4          |            |            |                   |                   |                   |                   |                   |                   |                   |                   |                   |                   |          |          |          |          |          |          |          |          |       |
|  | F1             | Швеция         | Швеция         | Швеция         | Швеция         | Швеция         | Швеция         | Швеция         | Швеция         |                |          |        | 4          |            |            |                   |                   |                   |                   |                   |                   |                   |                   |                   |                   |          |          |          |          |          |          |          |          |       |
|  | E4             | Дания          | Дания          | Дания          | Дания          | Дания          | Дания          | Дания          | Дания          | 2              |          |        |            |            |            |                   |                   |                   |                   |                   |                   |                   |                   |                   |                   |          |          |          |          |          |          |          |          |       |
|  | E4             | Дания          | Дания          | Дания          | Дания          | Дания          | Дания          | Дания          | Дания          | 2              |          |        |            |            |            |                   |                   |                   |                   |                   |                   |                   | WSF1              | Чехия             | Чехия             | Чехия    | Чехия    | Чехия    | Чехия    | Чехия    | Чехия    | 2        |          |       |
|  |                |                |                |                |                |                |                |                |                |                |          |        |            |            |            |                   |                   |                   |                   |                   |                   |                   | WSF1              | Чехия             | Чехия             | Чехия    | Чехия    | Чехия    | Чехия    | Чехия    | Чехия    | 2        |          |       |
|  |                |                | WSF2           | Россия         | Россия         | Россия         | Россия         | Россия         | Россия         | Россия         | Россия   | 1      |            |            |            |                   |                   |                   |                   |                   |                   |                   |                   |                   |                   |          |          |          |          |          |          |          |          |       |
|  | E1             | Россия         | Россия         | Россия         | Россия         | Россия         | Россия         | Россия         | Россия         | Россия         | Россия   | 1      | 5          |            |            |                   |                   |                   |                   |                   |                   |                   |                   |                   |                   |          |          |          |          |          |          |          |          |       |
|  | E1             | Россия         | Россия         | Россия         | Россия         | Россия         | Россия         | Россия         | Россия         |                |          |        | 5          |            |            |                   |                   |                   |                   |                   |                   |                   |                   |                   |                   |          |          |          |          |          |          |          |          |       |
|  | F4             | Канада         | Канада         | Канада         | Канада         | Канада         | Канада         | Канада         | Канада         | 2              |          |        |            |            |            |                   |                   |                   |                   |                   |                   |                   |                   |                   |                   |          |          |          |          |          |          |          |          |       |
|  | F4             | Канада         | Канада         | Канада         | Канада         | Канада         | Канада         | Канада         | Канада         | 2              | WQF3     | Россия | Россия     | Россия     | Россия     | Россия            | Россия            | Россия            | Россия            | 2                 |                   |                   |                   |                   |                   |          |          |          |          |          |          |          |          |       |
|  |                |                |                |                |                |                |                |                |                |                | WQF3     | Россия | Россия     | Россия     | Россия     | Россия            | Россия            | Россия            | Россия            | 2                 |                   |                   |                   |                   |                   |          |          |          |          |          |          |          |          |       |
|  |                |                | WQF4           | Германия       | Германия       | Германия       | Германия       | Германия       | Германия       | Германия       | Германия | 1      |            |            |            |                   |                   |                   |                   |                   |                   |                   |                   |                   |                   |          |          |          |          |          |          |          |          |       |
|  | F2             | Швейцария      | Швейцария      | Швейцария      | Швейцария      | Швейцария      | Швейцария      | Швейцария      | Швейцария      | Германия       | Германия | 1      | 0          |            |            | Матч за 3-е место | Матч за 3-е место | Матч за 3-е место | Матч за 3-е место | Матч за 3-е место | Матч за 3-е место | Матч за 3-е место | Матч за 3-е место | Матч за 3-е место | Матч за 3-е место |          |          |          |          |          |          |          |          |       |
|  | F2             | Швейцария      | Швейцария      | Швейцария      | Швейцария      | Швейцария      | Швейцария      | Швейцария      | Швейцария      |                |          |        | 0          |            |            | Матч за 3-е место | Матч за 3-е место | Матч за 3-е место | Матч за 3-е место | Матч за 3-е место | Матч за 3-е место | Матч за 3-е место | Матч за 3-е место | Матч за 3-е место | Матч за 3-е место |          |          |          |          |          |          |          |          |       |
|  | E3             | Германия       | Германия       | Германия       | Германия       | Германия       | Германия       | Германия       | Германия       | 1              |          |        |            |            |            |                   |                   |                   |                   |                   |                   |                   |                   |                   |                   |          |          |          |          |          |          |          |          |       |
|  | E3             | Германия       | Германия       | Германия       | Германия       | Германия       | Германия       | Германия       | Германия       | 1              |          |        |            |            |            |                   |                   |                   |                   |                   |                   |                   |                   |                   |                   |          |          |          |          |          |          |          |          |       |
|  |                |                |                |                |                |                |                |                |                |                |          |        |            |            |            |                   |                   |                   |                   |                   |                   |                   |                   |                   | LSF1              | Швеция   | Швеция   | Швеция   | Швеция   | Швеция   | Швеция   | Швеция   | Швеция   | 3     |
|  |                |                |                |                |                |                |                |                |                |                |          |        |            |            |            |                   |                   |                   |                   |                   |                   |                   |                   |                   | LSF1              | Швеция   | Швеция   | Швеция   | Швеция   | Швеция   | Швеция   | Швеция   | Швеция   | 3     |
|  |                |                |                |                |                |                |                |                |                |                |          |        |            |            |            |                   |                   |                   |                   |                   |                   |                   |                   |                   | LSF2              | Германия | Германия | Германия | Германия | Германия | Германия | Германия | Германия | 1     |
|  |                |                |                |                |                |                |                |                |                |                |          |        |            |            |            |                   |                   |                   |                   |                   |                   |                   |                   |                   | LSF2              | Германия | Германия | Германия | Германия | Германия | Германия | Германия | Германия | 1     |

Четвертьфинал
Время начала матчей местное (UTC+2).
| 20 Мая 16:15 | Финляндия | 1 : 2 Б (1 : 0, 0 : 1) (ОТ: 0 : 0) (Б: 0 : 1) | Чехия | Ланксесс-Арена, Кёльн Зрителей: 9258 |

| Отчёт                                        | Отчёт             | Отчёт                                                   | Отчёт        | Отчёт                              |
| -------------------------------------------- | ----------------- | ------------------------------------------------------- | ------------ | ---------------------------------- |
|                                              |                   |                                                         |              |                                    |
|                                              | Пекка Ринне       | Вратари                                                 | Томаш Вокоун | Судьи: Chris Savage Patrik Sjoberg |
|                                              | Голы:             |                                                         |              | Судьи: Chris Savage Patrik Sjoberg |
| П. Контиола (Я. Нискала, П. Нуммелин) — 0:55 | 1 : 0 1 : 1 1 : 2 | 41:12 — Я. Клепиш (М. Блатяк) (PP) 70:00 — Я. Марек (Б) |              | Судьи: Chris Savage Patrik Sjoberg |
|                                              |                   |                                                         |              | Судьи: Chris Savage Patrik Sjoberg |
|                                              |                   |                                                         |              | Судьи: Chris Savage Patrik Sjoberg |
|                                              |                   |                                                         |              | Судьи: Chris Savage Patrik Sjoberg |
| 8 мин                                        | Штраф             | 10 мин                                                  |              | Судьи: Chris Savage Patrik Sjoberg |
|                                              |                   |                                                         |              |                                    |
|                                              | 30                | Броски                                                  | 35           |                                    |

| 20 Мая 16:15 | Швеция | 4 : 2 (1 : 0, 2 : 1, 1 : 1) | Дания | САП-Арена, Мангейм Зрителей: 3487 |

| Отчёт | Отчёт                               | Отчёт                                                                                         | Отчёт           | Отчёт                                 |
| --- | ----------------------------------- | --------------------------------------------------------------------------------------------- | --------------- | ------------------------------------- |
| |                                     |                                                                                               |                 |                                       |
| | Юнас Густавссон                     | Вратари                                                                                       | Патрик Галбрайт | Судьи: Jari Levonen Daniel Piechaczek |
| | Голы:                               |                                                                                               |                 | Судьи: Jari Levonen Daniel Piechaczek |
| М. Нильсон (М. Юханссон, Т. Мортенссон) (PP) — 14:58 Ю. Андерссон, (Э. Карлссон, М. Бэклунд) — 27:21 Р. Валлин (А. Энквист, М. Юханссон) (SH) — 32:29 Л. Умарк (Н. Перссон, Ю. Харью) (PP) — 53:17 | 1 : 0 2 : 0 3 : 0 3 : 1 4 : 1 4 : 2 | 33:18 — Е. Дамгорд (Л. Эллер, Ф. Нильсен) 57:35 — Мортен Мадсен (Д. Нильсен, Е. Дамгорд) (PP) |                 | Судьи: Jari Levonen Daniel Piechaczek |
| |                                     |                                                                                               |                 | Судьи: Jari Levonen Daniel Piechaczek |
| |                                     |                                                                                               |                 | Судьи: Jari Levonen Daniel Piechaczek |
| |                                     |                                                                                               |                 | Судьи: Jari Levonen Daniel Piechaczek |
| 10 мин | Штраф                               | 12 мин                                                                                        |                 | Судьи: Jari Levonen Daniel Piechaczek |
| |                                     |                                                                                               |                 |                                       |
| | 39                                  | Броски                                                                                        | 29              |                                       |

| 20 Мая 20:15 | Россия | 5 : 2 (1 : 0, 2 : 2) | Канада | Ланксесс-Арена, Кёльн Зрителей: 12 274 |

| Отчёт | Отчёт                                     | Отчёт                                                                  | Отчёт                      | Отчёт                                    |
| --- | ----------------------------------------- | ---------------------------------------------------------------------- | -------------------------- | ---------------------------------------- |
| |                                           |                                                                        |                            |                                          |
| | Семён Варламов                            | Вратари                                                                | Крис Мэйсон (56:44-56:56). | Судьи: Christer Larking Vladimir Sindler |
| | Голы:                                     |                                                                        |                            | Судьи: Christer Larking Vladimir Sindler |
| М. Афиногенов (Д. Куликов, В. Атюшов) — 19:02 П. Дацюк (С. Гончар, И. Ковальчук) (PP2) — 21:45 Е. Малкин (Д. Калинин, И. Ковальчук) (PP) — 37:31 С. Фёдоров (В. Атюшов) — 47:31 Е. Малкин (И. Ковальчук, И. Никулин)-п.в — 56:56 | 1 : 0 2 : 0 3 : 0 4 : 0 4 : 1 5 : 1 5 : 2 | 53:52 — Д. Таварес (Б. Бёрнс) 59:46 — М. Дюшен (К. Камиски, Т. Майерс) |                            | Судьи: Christer Larking Vladimir Sindler |
| |                                           |                                                                        |                            | Судьи: Christer Larking Vladimir Sindler |
| |                                           |                                                                        |                            | Судьи: Christer Larking Vladimir Sindler |
| |                                           |                                                                        |                            | Судьи: Christer Larking Vladimir Sindler |
| 30 мин | Штраф                                     | 48 мин                                                                 |                            | Судьи: Christer Larking Vladimir Sindler |
| |                                           |                                                                        |                            |                                          |
| | 30                                        | Броски                                                                 | 27                         |                                          |

| 20 Мая 20:15 | Швейцария | 0 : 1 (0 : 0, 0 : 1, 0 : 0) | Германия | САП-Арена, Мангейм Зрителей: 12 500 |

| Отчёт  | Отчёт         | Отчёт                                        | Отчёт         | Отчёт                              |
| ------ | ------------- | -------------------------------------------- | ------------- | ---------------------------------- |
|        |               |                                              |               |                                    |
|        | Мартин Гербер | Вратари                                      | Деннис Эндрас | Судьи: Tom Laaksonen Thomas Sterns |
|        | Голы:         |                                              |               | Судьи: Tom Laaksonen Thomas Sterns |
|        | 0 : 1         | 30:46 — Ф. Гогулла (К. Хоспельт, А. Зульцер) |               | Судьи: Tom Laaksonen Thomas Sterns |
|        |               |                                              |               | Судьи: Tom Laaksonen Thomas Sterns |
|        |               |                                              |               | Судьи: Tom Laaksonen Thomas Sterns |
|        |               |                                              |               | Судьи: Tom Laaksonen Thomas Sterns |
| 80 мин | Штраф         | 41 мин                                       |               | Судьи: Tom Laaksonen Thomas Sterns |
|        |               |                                              |               |                                    |
|        | 41            | Броски                                       | 25            |                                    |

Полуфинал
Время начала матчей местное (UTC+2).
| 22 Мая 14:00 | Швеция | 2 : 3 Б (1 : 1, 1 : 0, 0 : 1) (ОТ: 0 : 0) (Б: 0 : 1) | Чехия | Ланксесс-Арена, Кёльн Зрителей: 13 437 |

| Отчёт                                                                                             | Отчёт                         | Отчёт | Отчёт                       | Отчёт                           |
| ------------------------------------------------------------------------------------------------- | ----------------------------- | --- | --------------------------- | ------------------------------- |
|                                                                                                   |                               | |                             |                                 |
|                                                                                                   | Юнас Густавссон               | Вратари | Томаш Вокоун (58:14-59:52). | Судьи: Rick Looker Chris Savage |
|                                                                                                   | Голы:                         | |                             | Судьи: Rick Looker Chris Savage |
| Ю. Харью (Э. Карлссон, Л. Умарк) (PP) — 8:29 А. Энквист (Т. Мортенссон, О. Экман-Ларссон) — 31:25 | 1 : 0 1 : 1 2 : 1 2 : 2 2 : 3 | 17:28 — Т. Мойжиш (Л. Кашпар, Т. Ролинек) 59:52 — К. Рахунек (Я. Ворачек, Я. Клепиш) 70:00 — Я. Марек (Б) Буллиты:Юханссон (Ш) - 0:0 (вратарь). Каспар (Ч) - 0:1. Умарк (Ш) - 1:1. Марек (Ч) - 1:2. Мортенссон (Ш) - 1:2 (вратарь). |                             | Судьи: Rick Looker Chris Savage |
|                                                                                                   |                               | |                             | Судьи: Rick Looker Chris Savage |
|                                                                                                   |                               | |                             | Судьи: Rick Looker Chris Savage |
|                                                                                                   |                               | |                             | Судьи: Rick Looker Chris Savage |
| 10 мин                                                                                            | Штраф                         | 12 мин |                             | Судьи: Rick Looker Chris Savage |
|                                                                                                   |                               | |                             |                                 |
|                                                                                                   | 35                            | Броски | 33                          |                                 |

| 22 Мая 18:00 | Россия | 2 : 1 (0 : 1, 1 : 0, 1 : 0) | Германия | Ланксесс-Арена, Кёльн Зрителей: 18 734 |

| Отчёт                                                        | Отчёт             | Отчёт                                     | Отчёт             | Отчёт                                |
| ------------------------------------------------------------ | ----------------- | ----------------------------------------- | ----------------- | ------------------------------------ |
|                                                              |                   |                                           |                   |                                      |
|                                                              | Василий Кошечкин  | Вратари                                   | Роб Зепп (58:30). | Судьи: Vladimir Baluska Jari Levonen |
|                                                              | Голы:             |                                           |                   | Судьи: Vladimir Baluska Jari Levonen |
| Е. Малкин (С. Гончар, И. Ковальчук) — 31:07 П. Дацюк — 58:10 | 0 : 1 1 : 1 2 : 1 | 15:30 — М. Гоч (Ф. Шутц, К. Эрхофф) (PP2) |                   | Судьи: Vladimir Baluska Jari Levonen |
|                                                              |                   |                                           |                   | Судьи: Vladimir Baluska Jari Levonen |
|                                                              |                   |                                           |                   | Судьи: Vladimir Baluska Jari Levonen |
|                                                              |                   |                                           |                   | Судьи: Vladimir Baluska Jari Levonen |
| 31 мин                                                       | Штраф             | 8 мин                                     |                   | Судьи: Vladimir Baluska Jari Levonen |
|                                                              |                   |                                           |                   |                                      |
|                                                              | 32                | Броски                                    | 27                |                                      |

Матч за 3 место
Время начала матча местное (UTC+2).
| 23 Мая 16:15 | Швеция | 3 : 1 (1 : 0, 0 : 1, 2 : 0) | Германия | Ланксесс-Арена, Кёльн Зрителей: 15 873 |

| Отчёт | Отчёт                                    | Отчёт                         | Отчёт                                     | Отчёт                                |
| --- | ---------------------------------------- | ----------------------------- | ----------------------------------------- | ------------------------------------ |
| |                                          |                               |                                           |                                      |
| | Юнас Густавссон (Андерс Линдбак, 59:59). | Вратари                       | Деннис Эндрас (58:56-59:27, 59:37-59:59). | Судьи: Chris Savage Vladimir Sindler |
| | Голы:                                    |                               |                                           | Судьи: Chris Savage Vladimir Sindler |
| М. Пяяйарви Свенссон (К. Бекман) — 2:56 Ю. Андерссон (Р. Валлин, М. Юханссон) — 43:57 Ю. Андерссон (М. Юоханссон) — 59:27-п.в | 1 : 0 1 : 1 2 : 1 3 : 1                  | 36:03 — А. Барта (Д. Кройцер) |                                           | Судьи: Chris Savage Vladimir Sindler |
| |                                          |                               |                                           | Судьи: Chris Savage Vladimir Sindler |
| |                                          |                               |                                           | Судьи: Chris Savage Vladimir Sindler |
| |                                          |                               |                                           | Судьи: Chris Savage Vladimir Sindler |
| 4 мин | Штраф                                    | 6 мин                         |                                           | Судьи: Chris Savage Vladimir Sindler |
| |                                          |                               |                                           |                                      |
| | 42                                       | Броски                        | 21                                        |                                      |

Финал
Время начала матча местное (UTC+2).
| 23 Мая 20:30 | Россия | 1 : 2 (0 : 1, 0 : 1, 1 : 0) | Чехия | Ланксесс-Арена, Кёльн Зрителей: 19 132 |

| Отчёт                                      | Отчёт             | Отчёт                                                     | Отчёт        | Отчёт                               |
| ------------------------------------------ | ----------------- | --------------------------------------------------------- | ------------ | ----------------------------------- |
|                                            |                   |                                                           |              |                                     |
|                                            | Семён Варламов    | Вратари                                                   | Томаш Вокоун | Судьи: Владимир Балушка Яри Левонен |
|                                            | Голы:             |                                                           |              | Судьи: Владимир Балушка Яри Левонен |
| П. Дацюк (И. Ковальчук, С. Гончар) — 59:24 | 0 : 1 0 : 2 1 : 2 | 0:20 — Я. Клепиш (Я. Ягр) 38:13 — Т. Ролинек (К. Рахунек) |              | Судьи: Владимир Балушка Яри Левонен |
|                                            |                   |                                                           |              | Судьи: Владимир Балушка Яри Левонен |
|                                            |                   |                                                           |              | Судьи: Владимир Балушка Яри Левонен |
|                                            |                   |                                                           |              | Судьи: Владимир Балушка Яри Левонен |
| 31 мин                                     | Штраф             | 10 мин                                                    |              | Судьи: Владимир Балушка Яри Левонен |
|                                            |                   |                                                           |              |                                     |
|                                            | 36                | Броски                                                    | 25           |                                     |

## Итоговое положение команд
|  | Условные цветовые обозначения                                 |
|  | ------------------------------------------------------------- |
|  | Команда — чемпион мира                                        |
|  | Команда — серебряный призёр                                   |
|  | Команда, завоевавшая призовое 3-е место                       |
|  | Команда, переходящая в I-й дивизион чемпионата мира 2011 года |

|     | Чехия     |
|     | Россия    |
|     | Швеция    |
| 4.  | Германия  |
| 5.  | Швейцария |
| 6.  | Финляндия |
| 7.  | Канада    |
| 8.  | Дания     |
| 9.  | Норвегия  |
| 10. | Беларусь  |
| 11. | Латвия    |
| 12. | Словакия  |
| 13. | США       |
| 14. | Франция   |
| 15. | Италия    |
| 16. | Казахстан |

## Статистика

### Лучшие снайперы
| Место | Игрок             | И | Г | Б  | Б%    | +/- | ПОЗ |
| ----- | ----------------- | - | - | -- | ----- | --- | --- |
| 1     | Джон Таварес      | 7 | 7 | 25 | 28,00 | +2  | НАП |
| 2     | Павел Дацюк       | 6 | 6 | 12 | 50,00 | +6  | НАП |
| 3     | Юнас Андерссон    | 9 | 6 | 20 | 30,00 | +4  | НАП |
| 4     | Евгений Малкин    | 5 | 5 | 26 | 19,23 | +6  | НАП |
| 5     | Александр Овечкин | 9 | 5 | 44 | 11,36 | +3  | НАП |
| 5     | Магнус Свенссон   | 9 | 5 | 22 | 22,73 | +8  | НАП |
| 7     | Дмитрий Дударев   | 6 | 4 | 16 | 25,00 | −3  | НАП |
| 7     | Алексей Калюжный  | 6 | 4 | 8  | 50,00 | +1  | НАП |
| 7     | Ти Джей Оши       | 6 | 4 | 19 | 21,05 | +1  | НАП |
| 10    | Андрес Амбюль     | 7 | 4 | 21 | 19,05 | +7  | НАП |

Отчёт по результатам 56 игр 

### Набранные очки
| Место | Игрок             | И | Г | П  | О  |
| ----- | ----------------- | - | - | -- | -- |
| 1     | Илья Ковальчук    | 9 | 2 | 10 | 12 |
| 2     | Брэндон Дубински  | 6 | 3 | 7  | 10 |
| 3     | Магнус Свенссон   | 9 | 5 | 4  | 9  |
| 4     | Рэй Уитни         | 7 | 2 | 6  | 8  |
| 5     | Джон Таварес      | 7 | 7 | 0  | 7  |
| 6     | Павел Дацюк       | 6 | 6 | 1  | 7  |
| 7     | Евгений Малкин    | 5 | 5 | 2  | 7  |
| 8     | Мэтт Дюшен        | 7 | 4 | 3  | 7  |
| 9     | Максим Афиногенов | 9 | 3 | 4  | 7  |
| 10    | Яромир Ягр        | 9 | 3 | 4  | 7  |

Отчёт по результатам 56 игр

### Рейтинг вратарей
В список включены голкиперы, сыгравшие не менее 40 % от всего игрового времени их сборной.
| Место | Игрок              | ИВ     | ПБ  | ПГ | ГМ   | ОБ%   | СМ |
| ----- | ------------------ | ------ | --- | -- | ---- | ----- | -- |
| 1     | Деннис Эндрас      | 364:07 | 181 | 7  | 1,15 | 96,13 | 1  |
| 2     | Семён Варламов     | 297:53 | 142 | 7  | 1,41 | 95,07 | 1  |
| 3     | Даниэль Беллиссимо | 263:51 | 172 | 9  | 2,05 | 94,77 | 0  |
| 4     | Томаш Вокоун       | 496:27 | 234 | 13 | 1,57 | 94,44 | 0  |
| 5     | Андрей Мезин       | 183:57 | 104 | 6  | 1,96 | 94,23 | 0  |

Отчёт по результатам 56 игр

### Индивидуальные награды
Лучшие игроки турнира:
- Лучший вратарь:  Деннис Эндрас
- Лучший защитник:  Петтери Нуммелин
- Лучший нападающий:  Павел Дацюк
- Самый ценный игрок:  Деннис Эндрас

Символическая сборная:
- Вратарь:  Деннис Эндрас
- Защитники:  Петтери Нуммелин,  Кристиан Эрхофф
- Нападающие:  Павел Дацюк,  Евгений Малкин,  Магнус Пяяйарви-Свенссон

## Чемпион
| Чемпион мира по хоккею с шайбой 2010 |
| Чехия шестой титул                   |